# Sol
|  | Per a altres significats, vegeu «Sol (desambiguació)». |

El Sol és un estel situat al centre del sistema solar. Es tracta d'una esfera gairebé perfecta de plasma calent portada a la incandescència per les reaccions de fusió nuclear que es produeixen al seu nucli i que radia energia majoritàriament en forma de llum visible i radiació infraroja. És amb molta diferència la font d'energia més important per a la vida a la Terra. Té un diàmetre d'aproximadament 1,39 milions de quilòmetres, xifra que equival a uns 109 diàmetres terrestres, i una massa equivalent a unes 330.000 masses terrestres, que representa un 99,86% de la massa total del sistema solar. L'hidrogen representa unes tres quartes parts de la massa del Sol (~ 73%) i la resta es compon majoritàriament d'heli (~ 24,5%), amb traces d'elements més pesants com ara l'oxigen, el carboni, el neó i el ferro.
El Sol és un estel de la seqüència principal de tipus G (G2V). Per aquest motiu, és descrit informalment com un nan groc, tot i que en realitat la seva llum és més aviat blanca. Es formà fa aproximadament 4.600 milions d'anys com a resultat del col·lapse gravitatori de part d'un gran núvol molecular. La majoria de la matèria caigué al centre i la resta començà a girar al seu voltant en un disc pla que esdevindria el sistema solar. La massa central assolí una temperatura i una densitat tan altes que el nucli del Sol acabà entrant en fusió nuclear, seguint el mateix procés d'ignició que gairebé tots els altres estels.
Cada segon es fusionen uns 600 milions de tones d'hidrogen en heli i es converteixen 4 milions de tones de massa en energia al nucli del Sol. D'aquí a uns milers de milions d'anys, quan la fusió decaigui per sota del nivell que cal per mantenir l'equilibri hidroestàtic, la densitat i la temperatura del nucli augmentaran considerablement, les capes externes començaran a inflar-se i, en definitiva, el Sol evolucionarà a un gegant vermell. Una vegada superada la fase de gegant vermell, els models preveuen que el Sol es desprengui de les capes exteriors i quedi reduït a un nan blanc, un tipus d'estel que es va refredant i ja no produeix energia mitjançant fusió nuclear, però que continua radiant llum i calor acumulada durant molt de temps, tal vegada bilions d'anys. En un futur encara més remot, les teories en prediuen la transformació en un nan negre extremament dens amb emissions d'energia negligibles.

## Etimologia
La paraula sol té diverses variacions a través de les famílies de llengües. Per exemple, en les llengües de la família indoeuropea, en la majoria dels casos es troba una part nominativa amb una l, en lloc de l'arrel genitiva en n, com per exemple en llatí sōl, el grec ἥλιος (hèlios), el gal·lès haul i el rus солнце (solntse) (pronunciat sontse), així com (amb *l > r) en sànscrit स्वर (svár) i persa خور (xvar). De fet, l'arrel de la l va sobreviure també en protogermànic, com *sōwelan, que va donar lloc al gòtic sauil (al costat de sunnō) i el prosaic nòrdic antic sól (al costat de la poètica sunna), i a través d'ella les paraules per a ‘sol’ en les llengües escandinaves modernes: suec i danès solen, islandès sólin, etc. La paraula anglesa sun es va desenvolupar de l'anglès antic sunne. Els cognats apareixen en altres llengües germàniques, incloent el frisó occidental sinne, el neerlandès zon, el baix alemany Sünn, l'alemany estàndard Sonne, el bavarès Sunna, el nòrdic antic sunna i el gòtic sunnō. Totes aquestes paraules provenen del protogermànic *sunnōn.
Les paraules grega i llatina apareixen en la poesia com a personificacions del Sol, Hèlios i Sol, mentre que en ciència-ficció en llengua anglesa «Sol» es pot utilitzar com a nom de l'astre per distingir-lo dels altres. El terme «sol», amb essa minúscula, és utilitzat pels astrònoms planetaris per determinar la durada d'un dia solar en un altre planeta com Mart.
Els principals adjectius del Sol en català són assolellat per a la llum solar i, en contextos tècnics, solar, del llatí sol —aquest últim es troba en termes com dia solar, eclipse solar i sistema solar—.
Del grec helios ve l'adjectiu poc comú helíac.
El terme anglès del dia de la setmana Sunday prové de l’anglès antic Sunnandæg (literalment 'dia del sol'), una interpretació germànica de la frase llatina diēs sōlis, que és una traducció del grec ἡμέρα ἡλίου (hēmera hēliou, 'dia del sol').

## Característiques

Un esquema del Sol, amb la regió central a la part inferior

Cal dir que el Sol no és perfectament rodó. Al seu centre, la densitat és aproximadament 1,5 × 10⁵ kg/m³, les reaccions termonuclears (fusió) converteixen l'hidrogen en heli. 3,9 × 1045 àtoms passen per reaccions nuclears cada segon. Això allibera energia que fuig de la superfície del Sol com a llum. És possible de replicar les reaccions termonuclears amb les anomenades bombes d'hidrogen. En un futur, podria esdevenir-se que l'energia alliberada per la fusió nuclear en reactors de fusió sigui utilitzada com a font d'energia alternativa per a la producció d'electricitat.
Tota la matèria del Sol està en forma de plasma a causa de la seva temperatura extrema. Així, el Sol pot girar més ràpidament a l'equador que a latituds altes, ja que no és un sòlid. La rotació diferencial (segons la latitud) del Sol causa que les línies del camp magnètic s'entortolliguin amb el temps, provocant la formació de les espectaculars taques solars i protuberàncies solars.
La corona solar té 1011 àtoms/m³, i la fotosfera té 1023 àtoms/m³.
Durant algun temps, es va pensar que el nombre de neutrins produïts en les reaccions nuclears al Sol era una tercera part de la predicció teòrica, un problema que es denominà problema dels neutrins solars. Quan es va descobrir recentment que els neutrins tenien massa, i que es podien transformar en varietats de neutrins més difícils de detectar en el camí de la Terra al Sol, les mesures i la teoria van coincidir.
El Sol no té un límit definit, però la seva densitat disminueix exponencialment a mesura que augmenta l'alçada per sobre de la fotosfera. A efectes de mesura, es considera que el radi del Sol és la distància des del seu centre fins a la vora de la fotosfera, l’aparent superfície visible del Sol. Amb aquesta mesura, el Sol és una esfera gairebé perfecta amb un aplatament calculat en 9 milionèsimes, el que significa que el seu diàmetre polar difereix només del seu diàmetre equatorial en 10 km. L'efecte mareomotriu dels planetes és feble i no afecta significativament la forma del Sol. El Sol gira més ràpid al seu equador que els seus pols. Aquesta rotació diferencial és causada pel moviment convectiu a causa del transport de calor i la força de Coriolis a causa de la rotació del Sol. En un marc de referència definit per les estrelles, el període de rotació és d'aproximadament 25,6 dies a l'equador i 33,5 dies als pols. Vist des de la Terra mentre orbita al voltant del Sol, el període de rotació aparent del Sol al seu equador és d'uns 28 dies. Vist des d’un mirador sobre el seu pol nord, el Sol gira en sentit antihorari al voltant del seu eix de gir. Per a obtenir informació ininterrompuda del Sol, l'Agència Espacial Europea i la NASA van posar en òrbita l'observatori SOHO (Solar and Heliospheric Observatory) el 2 de desembre del 1995.

## Llum solar

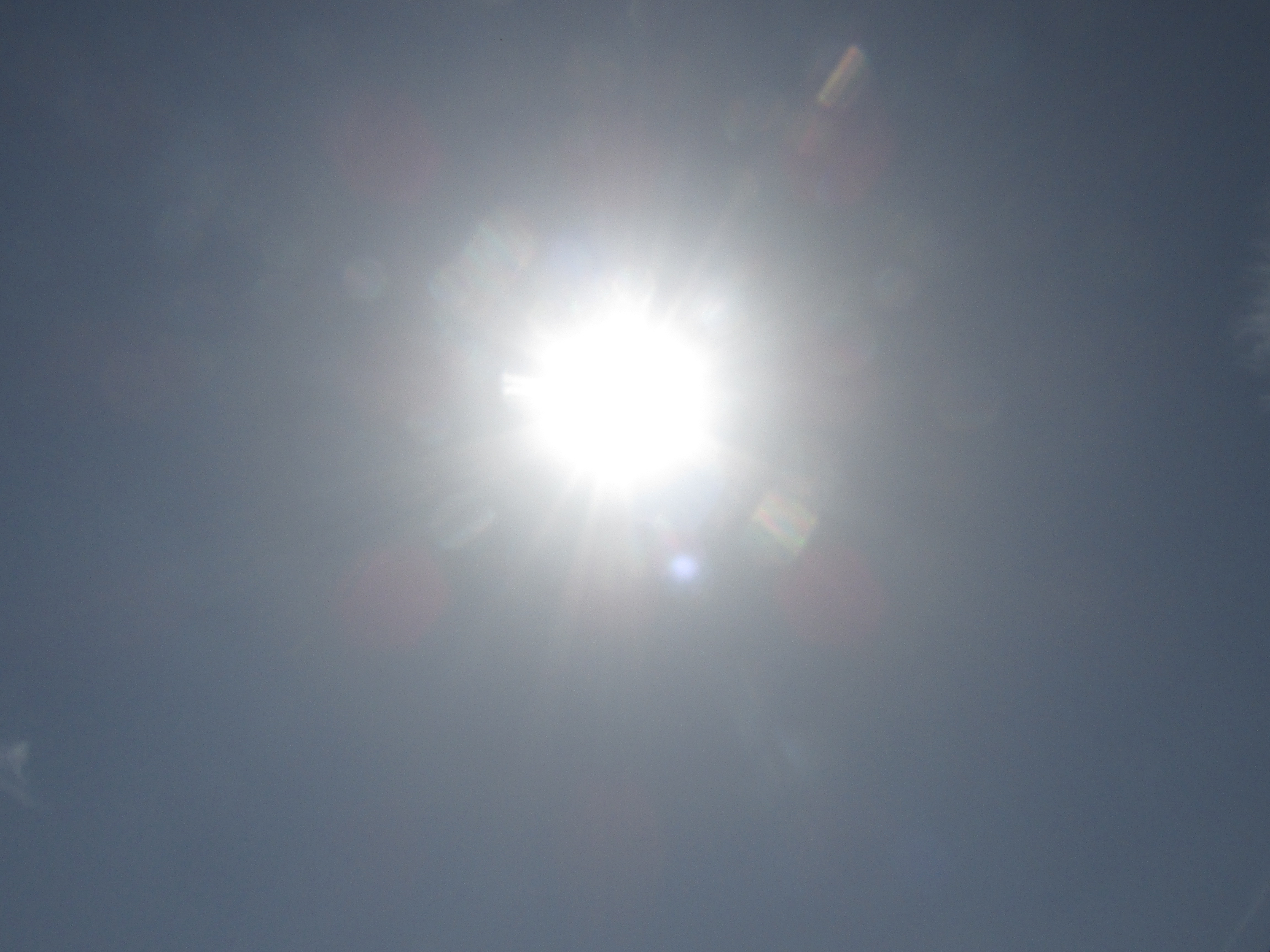
El Sol, vist des de la superfície terrestre

La constant solar és la quantitat d'energia que el Sol diposita per unitat d'àrea que està directament exposada a la llum solar. La constant solar és aproximadament igual a 1.368 W/m² (watts per metre quadrat) a una distància d’una unitat astronòmica (UA) del Sol (és a dir, a la Terra o a prop). La llum del Sol a la superfície de la Terra és atenuada per l'atmosfera terrestre, de manera que arriba menys potència a la superfície (al voltant de 1000 W/m²) en condicions clares quan el Sol és a prop del zenit. La llum solar a la part superior de l'atmosfera terrestre es compon (per energia total) d’un 50% de llum infraroja, un 40% de llum visible i un 10% de llum ultraviolada. L’atmosfera, en particular, filtra més del 70% dels ultraviolats solars, especialment a les longituds d'ona més curtes. La radiació ultraviolada solar ionitza l'atmosfera superior durant el dia a la Terra, creant una conducció elèctrica a l'anomenada ionosfera.
El color del Sol és blanc, amb un índex d'espai de color a prop CIE (0.3, 0.3), quan es veu des de l'espai o quan el Sol és alt al cel, i la radiació solar per longitud d'ona arriba a la part verda de l'espectre. Quan el Sol està baix al cel, la dispersió atmosfèrica fa que el Sol sigui groc, vermell, taronja o magenta. Malgrat la seva típica blancor, la majoria de la gent veu mentalment el Sol com a groc; els motius són objecte de debat però barregen elements culturals amb perceptius.
El Sol és un estel G2V, amb G2 indicant la seva temperatura superficial d'aproximadament 5.778 K (5.505 °C), i V que, com la majoria de les estrelles, és un estel de seqüència principal. La luminància mitjana del Sol és a prop de 1,88 giga candeles per metre quadrat, però, tal com es veu a través de l'atmosfera terrestre, es redueix a aproximadament 1,44 Gcd/m². No obstant això, la lluminositat no és constant a tot el disc del Sol (enfosquiment vers el limbe).

## Composició

Animació en moviment en fals color del Sol

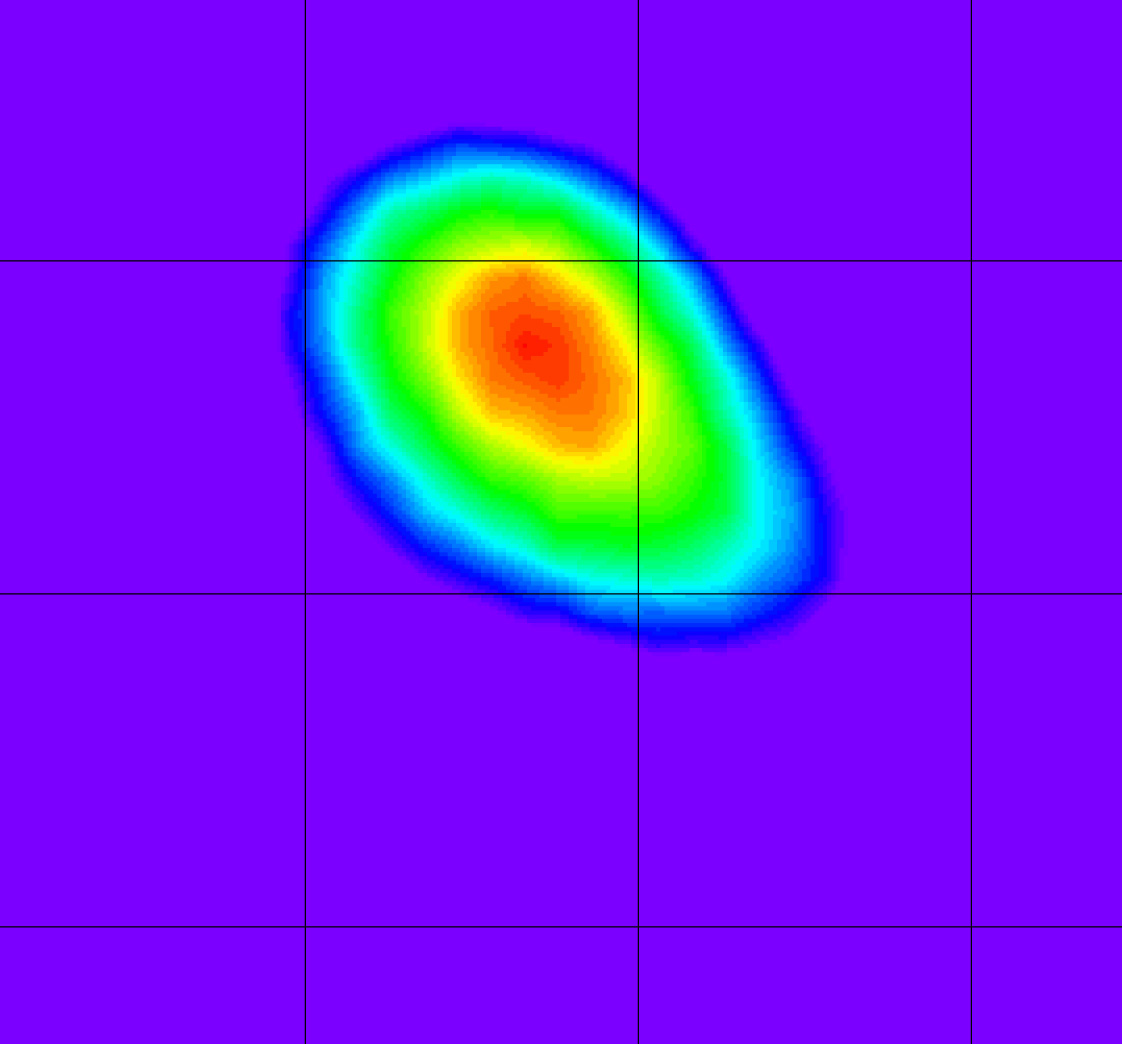
Normalment, el Sol no produeix raigs gamma, però una flamarada el 15 de juny de 1991 va provocar aquesta observació de raigs gamma per part de l’instrument COMPTEL a l’Observatori de Raigs Gamma Compton. Els neutrons del Sol van xocar amb el medi intrastel·lar per produir raigs gamma.

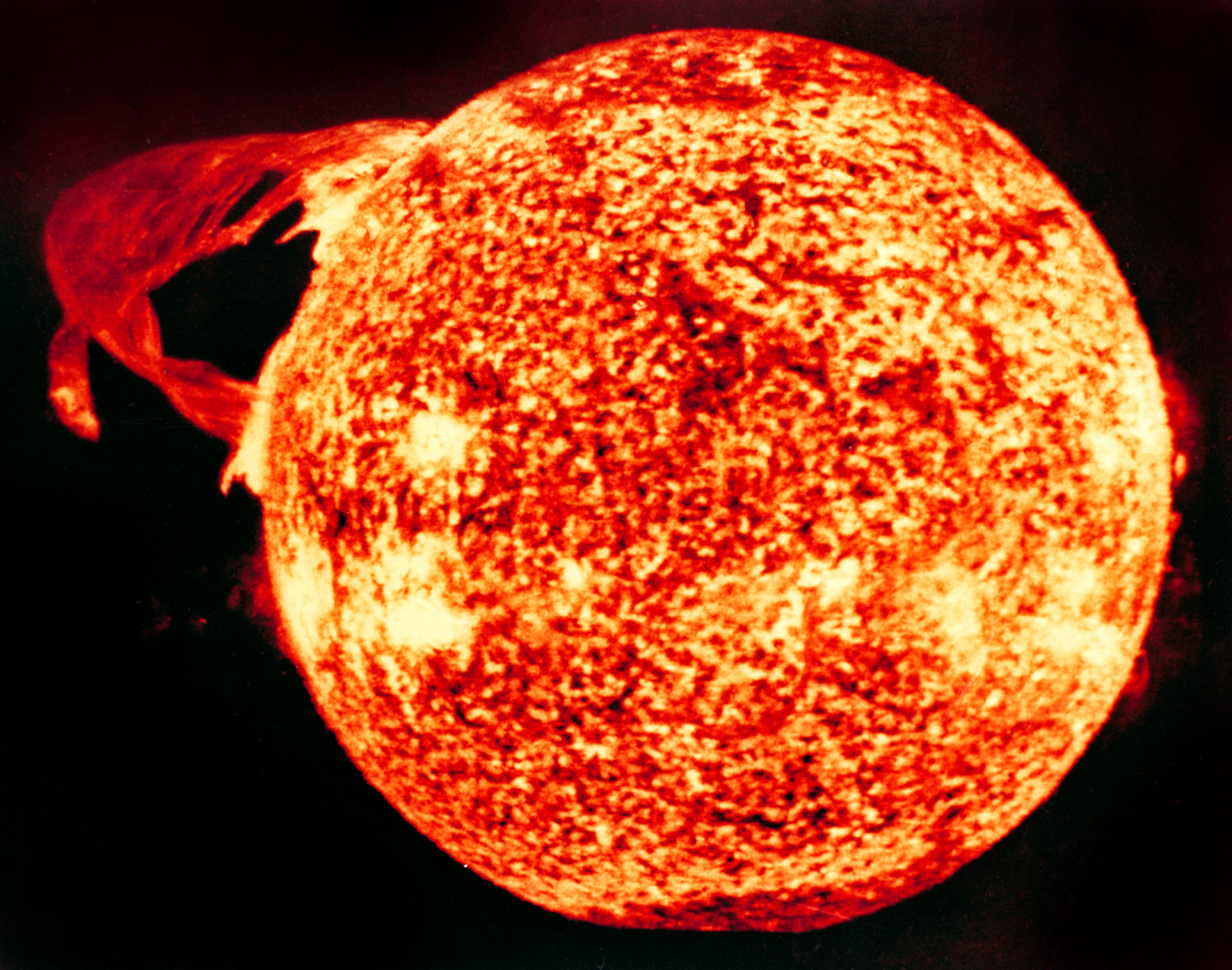
Flamarada solar de 1973 registrada per lSkylab

El Sol està compost principalment per elements químics d'hidrogen i heli. En aquest moment de la vida del Sol, representen el 74,9% i el 23,8% de la massa del Sol a la fotosfera, respectivament. Tots els elements més pesants, anomenats metalls en astronomia, representen menys del 2% de la massa, sent l'oxigen (aproximadament l'1% de la massa del Sol), el carboni (0,3%), el neó (0,2%) i el ferro (0,2%) els més abundants.
La composició química original del Sol va ser heretada del medi interestel·lar de la qual es va formar. Originalment hauria contingut aproximadament un 71,1% d’hidrogen, un 27,4% d’heli i un 1,5% d’elements més pesants. L'hidrogen i la major part de l'heli del Sol haurien estat produïts per nucleosíntesi del big-bang en els primers 20 minuts de l'univers, i els elements més pesants van ser produïts per generacions d’estrelles anteriors abans que es formés el Sol i es va estendre al medi interestel·lar durant les etapes finals de la vida estel·lar i per esdeveniments com les supernovae.
Des que es va formar el Sol, el principal procés de fusió ha consistit en fusionar hidrogen amb heli. Durant els últims 4.600 milions d'anys, la quantitat d'heli i la seva ubicació dins del Sol han canviat gradualment. Dins del nucli, la proporció d'heli ha augmentat d'un 24% a un 60% a causa de la fusió, i part de l'heli i elements pesants s'han instal·lat des de la fotosfera cap al centre del Sol a causa de la gravetat. Les proporcions de metalls (elements més pesants) no canvien. La calor és transferida cap a fora del nucli del Sol per radiació més que per convecció (vegeu la zona radiant més avall), de manera que els productes de fusió no s’eleven cap a l'exterior per la calor; romanen al nucli i a poc a poc s'ha començat a formar un nucli intern d'heli que no es pot fusionar perquè actualment el nucli del Sol no és prou calent ni dens per fusionar heli. A la fotosfera actual es redueix la fracció d'heli i la metal·licitat és només el 84% del que era en la fase protoestel·lar (abans de començar la fusió nuclear al nucli). En el futur, l’heli continuarà acumulant-se al nucli i, en uns 5.000 milions d'anys, aquesta acumulació gradual farà que el Sol surti de la seqüència principal i esdevenir una gegant vermella.
La composició química de la fotosfera es considera normalment representativa de la composició del sistema solar primordial. Les abundàncies d’elements pesants solars descrites anteriorment es mesuren tan usant-se espectroscòpia de la fotosfera del Sol o bé mesurant abundàncies en meteorits que mai s'han escalfat a temperatures de fusió. Es creu que aquests meteorits conserven la composició del Sol protoestel·lar i, per tant, no es veuen afectats per l'assentament d'elements pesants. Els dos mètodes generalment concorden bé.

### Elements del grup de ferro ionitzats individualment
Als anys setanta, moltes investigacions es van centrar en les abundàncies dels elements del grup de ferro al Sol. Tot i que es van fer importants investigacions, fins al 1978 va ser difícil determinar l’abundància d’alguns elements del grup de ferro (per exemple el cobalt i el manganès) a través de l'espectroscòpia a causa de les seves estructures hiperfines.
El primer conjunt de forces d'oscil·lador d’elements del grup de ferro ionitzats individualment es van fer disponibles als anys seixanta, i aquestes van ser millorades posteriorment. El 1978 es van derivar les abundàncies d’elements ionitzats individualment del grup del ferro.

### Composició isotòpica
Diversos autors han considerat l'existència d'un gradient en les composicions isotòpiques dels gasos nobles solars i planetaris, per exemple les correlacions entre composicions isotòpiques del neó i xenó al Sol i als planetes.
Abans del 1983, es pensava que tot el Sol tenia la mateixa composició que l’atmosfera solar. El 1983 es va afirmar que va ser el fraccionament al mateix Sol el que va causar la relació de composició isotòpica a través del vent solar entre els gasos nobles planetaris.

## Estructura i fusió
Com tots els cossos amb suficient massa, el Sol posseeix una forma esfèrica i, a causa del seu lent moviment de rotació, té també un lleu aplatament polar. Com en qualsevol gran cos esfèric, totes les partícules que el constituïxen tendeixen a caure cap al centre per la força gravitacional, però no totes poden fer-ho perquè són rebutjades per la força de pressió de radiació i la pressió del gas. Pel fet que aquestes forces es compensen, l'estel ni es col·lapsa cap a dins sobre si mateixa ni es disgrega en l'anomenat equilibri hidroestàtic. El Sol presenta una estructura en capes esfèriques o en «capes de ceba». La frontera física i les diferències químiques entre les distintes capes són difícils d'establir. Sí que es pot, no obstant, establir una funció física que és diferent per a cada una de les capes. En l'actualitat, l'astronomia disposa d'un model d'estructura solar que explica satisfactòriament la majoria dels fenòmens observats. Segons aquest model, el Sol està format per: 1) nucli, 2) zona radiant, 3) zona convectiva, 4) fotosfera, 5) cromosfera, 6) corona i 7) vent solar.

### Nucli solar
Ocupa uns 139.000 km del radi solar, 1/5 del total, i és en aquesta zona on es verifiquen les reaccions termonuclears que proporcionen tota l'energia que el Sol produeix. El Sol està constituït per un 81% d'hidrogen, 18% d'heli i l'1% restant d'altres elements. En el seu centre, es calcula que existeix un 49% d'hidrogen, un 49% d'heli i el 2% restant d'altres elements que serveixen de catalitzadors en les reaccions termonuclears. A començament de la dècada dels anys 30 del segle xx, el físic austríac Fritz Houtermans (1903-1966) i l'astrònom anglès Robert d'Escourt Atkinson (1898-1982) varen unir els seus esforços per esbrinar si la producció d'energia en l'interior del Sol i en les estrelles es podia explicar per les transformacions nuclears. El 1938, Hans Albrecht Bethe (1906-2005) als Estats Units i Carl Friedrich von Weizsäcker (1912) a Alemanya, simultàniament i independent, descobriren un grup de reaccions en què intervenen el carboni i el nitrogen com a catalitzadors, que constitueixen un cicle, repetint-se una vegada i una altra mentre dura l'hidrogen. Aquest grup de reaccions, se'l coneix com a «cicle de Bethe» o «cicle del carboni», i és equivalent a la fusió de quatre protons en un nucli d'heli. En aquestes reaccions de fusió hi ha una pèrdua de massa: l'hidrogen consumit pesa més que l'heli produït. Aquesta diferència de massa es transforma en energia segons l'equació d'Einstein (E = mc²), on E és l'energia, m la massa i c la velocitat de la llum. Aquestes reaccions nuclears transformen el 0,7% de la massa afectada en fotons, amb una longitud d'ona molt curta i, per tant, molt energètics i penetrants. L'energia produïda manté l'equilibri tèrmic del nucli solar a temperatures d'aproximadament 15 milions de kèlvins.

El cicle consta de les etapes següents:
{\displaystyle _{1}^{1}{\text{H}}} + {\displaystyle _{6}^{12}{\text{C}}} → {\displaystyle _{7}^{13}{\text{N}}}
{\displaystyle _{7}^{13}{\text{N}}} → {\displaystyle _{6}^{13}{\text{C}}} + e+ + neutrí
{\displaystyle _{1}^{1}{\text{H}}} + {\displaystyle _{6}^{13}{\text{C}}} → {\displaystyle _{7}^{14}{\text{N}}}
{\displaystyle _{1}^{1}{\text{H}}} + {\displaystyle _{7}^{14}{\text{N}}} → {\displaystyle _{8}^{15}{\text{O}}}
{\displaystyle _{8}^{15}{\text{O}}} → {\displaystyle _{7}^{15}{\text{N}}} + e+ + neutrí
{\displaystyle _{1}^{1}{\text{H}}} + {\displaystyle _{7}^{15}{\text{N}}} → {\displaystyle _{6}^{12}{\text{C}}} + {\displaystyle _{2}^{4}{\text{He}}}
Sumant totes les reaccions i cancel·lant els termes comuns, el resultat és:
4 {\displaystyle _{1}^{1}{\text{H}}} → {\displaystyle _{2}^{4}{\text{He}}} + 2 e+ + 2 neutrins + 26,7 MeV.
L'energia neta alliberada en el procés és 26,7 MeV, o siga, prop de 6,7 x 10¹⁴ joules per quilogram de protons consumits. El carboni hi actua com a catalitzador, perquè al final del cicle es regenera.

#### Cicle de fusió protó-protó[calcitació]

Cicle de fusió nuclear més comú al Sol, protó-protó

Una altra reacció de fusió que ocorre en el Sol i en els estels és el cicle de Critchfiel o protó-protó. El 1938, Charles Critchfiel, un jove físic alumne de George Gamow (1904-1968) a la Universitat de George Washington, va adonar-se que, en el xoc entre dos protons molt ràpids, pot ocórrer que un dels protons perda la seua càrrega positiva i es convertisca en un neutró, que roman unit a l'altre protó, constituint un deuteró, és a dir, un nucli d'hidrogen pesant. La reacció és: 
{\displaystyle _{1}^{1}{\text{H}}} + {\displaystyle _{1}^{1}{\text{H}}} → {\displaystyle _{1}^{2}{\text{H}}} + e+ + neutrí
{\displaystyle _{1}^{1}{\text{H}}} + {\displaystyle _{1}^{2}{\text{H}}} → {\displaystyle _{2}^{3}{\text{He}}}
{\displaystyle _{2}^{3}{\text{He}}} + {\displaystyle _{2}^{3}{\text{He}}} → {\displaystyle _{2}^{4}{\text{He}}} + 2 {\displaystyle _{1}^{1}{\text{H}}}.

#### Observacions[calcitació]
El primer cicle (CNO) es dona en estels més calents i amb major massa que el Sol i la cadena protó-protó en les semblants al Sol. Pel que fa al Sol, fins a l'any 1953 es va creure que la seva energia era produïda exclusivament per l'enllustrament de Bethe, però s'ha demostrat els últims anys que la calor solar procedix en un 99% del cicle protó-protó.
Arribarà un dia en què el Sol esgoti tot l'hidrogen de la regió central en transformar-lo en heli; la pressió serà incapaç de sostenir les capes superiors i la regió central tendirà a contraure's gravitacionalment, escalfant cada vegada més les capes adjacents. L'excés d'energia produïda farà que les capes exteriors del Sol tendeixin a expandir-se i refredar-se i el nostre astre rei es convertirà en una estel gegant vermell. El diàmetre del Sol pot arribar i sobrepassar al de l'òrbita de la Terra, amb la qual cosa qualsevol forma de vida s'hi haurà extingit. Quan la temperatura de la regió central arribi aproximadament a 100 milions de graus, començarà a produir-se la conversió de l'heli en carboni, fins que el primer s'esgoti, amb la qual cosa es verificarà el mateix procés que en esgotar-se l'hidrogen. D'aquesta manera, el nucli començarà a contraure's, fins a convertir-se el nostre Sol en una nana blanca i, més tard, en refredar-se totalment, en una nana negra.

### Zona radiant
És la zona exterior al nucli en què el transport de l'energia generada en l'interior es produïx per radiació cap al límit exterior de la zona radioactiva. Aquesta zona està composta de plasma, és a dir, grans quantitats d'hidrogen i heli ionitzat. Com que la temperatura del Sol decreix del centre (10-20 milions de graus) a la perifèria (6.000 graus en la fotosfera), és més fàcil que un fotó qualsevol es moga del centre a la perifèria que no al revés. Es calcula que un fotó qualsevol inverteix un milió d'anys, movent-se a la velocitat de la llum, a arribar a la superfície i manifestar-se com a llum visible.

### Tacoclina
La zona radiativa i la zona convectiva estan separades per una capa de transició, la tacoclina. Aquesta és una regió on el règim agut canvia entre la rotació uniforme de la zona radiativa i la rotació diferencial de la zona convectiva dona com a resultat una gran tensió entre ambdues: una condició on les successives capes horitzontals llisquen entre si. Actualment, ha sorgit una hipòtesi (vegeu Dinamo solar) que una dinamo magnètica dins d'aquesta capa genera el camp magnètic del Sol.

### Zona convectiva
Aquesta regió s'estén per damunt de la zona radiant i en aquesta els gasos solars deixen d'estar ionitzats i els fotons són absorbits amb facilitat, tornant-se el material opac al transport de radiació. Per tant, l'energia es transmet per convecció, en la qual la calor es transporta de manera no homogènia i turbulenta pel mateix fluid. Els fluids es dilaten en ser calfats i disminuïxen de densitat; per tant, es formen corrents ascendents de material des de la zona calfada fins a la zona superior i regions descendents de material des de les zones exteriors fredes, establint-se corrents convectius. Així, a uns 200.000 quilòmetres sota la fotosfera del Sol, el gas es torna opac per efecte de la disminució de la temperatura; en conseqüència, absorbeix els fotons procedents de les zones inferiors i es calfa a expenses de la seva energia. Es formen així seccions convectives de turbulència; les parcel·les de gas calent i lleuger pugen fins a la fotosfera, on novament l'atmosfera solar es torna transparent a la radiació i el gas calent cedeix la seva energia en forma de llum visible, refredant-se abans de tornar a descendir a les profunditats. L'anàlisi de les oscil·lacions solars ha permès establir que aquesta zona s'estén fins a estrats de gas situats a la profunditat indicada anteriorment. L'estudi de les oscil·lacions solars constituïx l'heliosismologia.

### Fotosfera

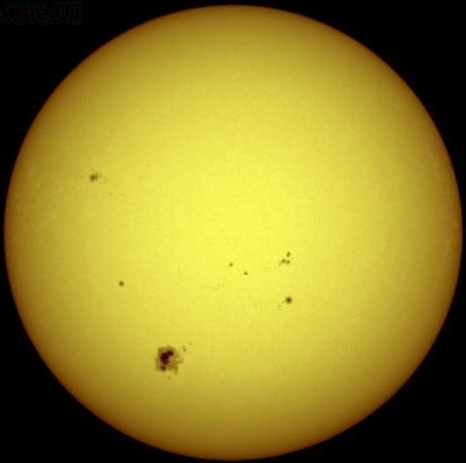
Fotosfera del Sol on s'hi aprecien diverses taques solars

La fotosfera és la zona des d'on s'emet pràcticament tota la llum visible del Sol i es considera com la «superfície» solar, la qual, vista amb el telescopi, es presenta formada per grànuls brillants que es projecten sobre un fons més fosc. A causa de l'agitació de la nostra atmosfera, aquests grànuls pareixen estar sempre en agitació. Com que el Sol és gasós, la fotosfera és un poc transparent: pot ser observada fins a una profunditat d'uns centenars de quilòmetres abans de tornar-se completament opaca. Encara que el limbe del Sol apareix prou nítid en una fotografia o en la imatge solar projectada amb un telescopi, es nota fàcilment que la brillantor del disc solar disminuïx cap al limbe. Aquest fenomen d'enfosquiment del limbe és conseqüència que el Sol és un cos gasós amb una temperatura que disminuïx amb la distància al centre. La llum que es veu en el centre procedeix en la major part de les capes inferiors de la fotosfera, més calenta i, per tant, més lluminosa. Però, en mirar cap al limbe, la direcció visual de l'observador és quasi tangent a la vora del disc solar i està mirant cap a les capes superiors de la fotosfera, que estan més fredes i emeten amb una intensitat menor que les capes més profundes en la base de la fotosfera; per aquesta raó, el limbe apareix menys brillant que el centre. La fotosfera té uns 100 o 200 km de profunditat.
El signe més evident d'activitat en la fotosfera són les taques solars.

### Cromosfera
La cromosfera és la regió de l'atmosfera solar situada entre la fotosfera i la corona solar. És una capa relativament fina, de només 2.000 km de gruix, que està dominada per un espectre de línies d'absorció i emissió. El nom cromosfera ve del grec chromos que significa 'color', perquè la cromosfera és visible com un flaix de color al principi i al final dels eclipsis totals de Sol.

### Atmosfera
La corona solar és la part més exterior de l'atmosfera solar. Mesura més d'un milió de quilòmetres i pot observar-se durant els eclipsis solars o utilitzant un dispositiu capaç d'ocultar la llum del Sol, denominat coronògraf. Fins al 1930, l'única forma d'observar la corona era quan la Lluna eclipsava el Sol totalment. Gràcies a la invenció, el 1930, d'un enginyós dispositiu per a produir eclipsis artificials, el coronògraf, es va poder estudiar de manera més accessible el fenomen de la corona solar.
La densitat de la corona solar és un bilió de vegades inferior a la de l'atmosfera terrestre i la seua temperatura assoleix els dos milions de graus (mentre que la fotosfera té una temperatura aproximada de 6.000 °C).
La corona solar està composta per xicotetes partícules que eventualment són llançades a l'espai per l'intens camp magnètic solar, produint el vent solar i, en fenòmens d'ejecció intensos, tempestats elèctriques en la Terra. Aquests àtoms llançats, en xocar amb la part superior de la nostra atmosfera, són els causants de les aurores en les regions polars Nord i Sud. Tots els detalls estructurals de la corona són deguts al camp magnètic del Sol.
Durant un eclipsi, el 1870, Charles Young, observant l'espectre de llum de la corona, va identificar un traç verd l'origen del qual no es podia explicar. Entre les hipòtesis que van circular en l'època, es va parlar d'un suposat element químic desconegut que no estaria disponible en la Terra. El 1940, Edlen i de Grotrian van demostrar que les ratlles verdes no eren produïdes per l'espectre de materials desconeguts sinó d'àtoms altament ionitzats d'elements disponibles en la Terra com el ferro.

### Fotons i neutrins
Els fotons d'alta energia en raigs gamma inicialment alliberats amb reaccions de fusió al nucli són gairebé immediatament absorbits pel plasma solar de la zona radiativa, normalment després de viatjar només uns pocs mil·límetres. La reemissió es produeix en una direcció aleatòria i normalment a una energia lleugerament inferior. Amb aquesta seqüència d’emissions i absorcions, la radiació triga molt a arribar a la superfície del Sol. Les estimacions del temps de viatge del fotó oscil·len entre els 10.000 i els 170.000 anys. En canvi, només triga 2,3 segons pels neutrins, que representen aproximadament el 2% de la producció total d’energia del Sol, per arribar a la superfície. Com que el transport d’energia al Sol és un procés que implica fotons en equilibri termodinàmic amb la matèria, l'escala de temps del transport d’energia al Sol és més llarga, de l’ordre de 30 milions d'anys. Aquest és el temps que trigaria el Sol a tornar a un estat estable, si la taxa de generació d’energia en el seu nucli es canviés sobtadament.
Els neutrins també són alliberats per les reaccions de fusió al nucli, però, a diferència dels fotons, poques vegades interactuen amb la matèria, de manera que gairebé tots són capaços d'escapar immediatament del Sol. Durant molts anys les mesures que es van fer del nombre de neutrins produïts al Sol van ser inferiors a les teories previstes per un factor de 3. Aquesta discrepància es va resoldre el 2001 mitjançant el descobriment dels efectes de l'oscil·lació de neutrins: el Sol emet el nombre de neutrins predits per la teoria, però faltaven detectors de neutrins 2⁄3 parts d'ells perquè els neutrins havien canviat de sabor en el moment de la seva detecció.

### Vent solar

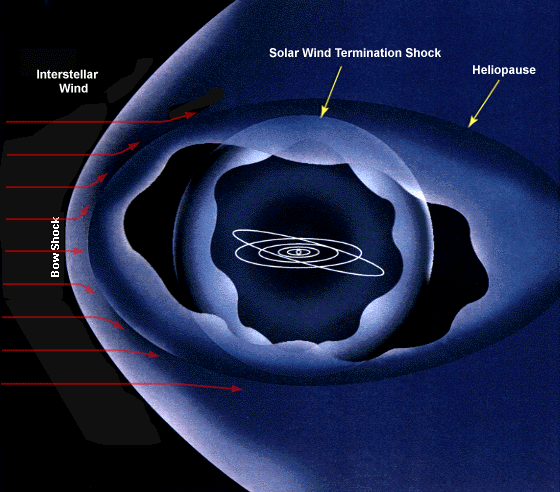
Diagrama de l'heliopausa, en el límit entre el vent solar i el vent interestel·lar

El vent solar és un flux de partícules carregades (és a dir, plasma) que sorgeixen de la part superior de l'atmosfera solar i s'estenen per tot el sistema solar. Està format majoritàriament per protons i electrons d'alta energia (500 keV).
La composició elemental del vent solar (en massa) és idèntica a la de la corona: un 71-73% d'hidrogen ionitzat i un 25-27% d'heli ionitzat, la resta són ions d'altres elements i electrons. Les partícules es troben completament ionitzades formant un plasma molt poc dens. En les proximitats de la Terra, la velocitat del vent solar varia entre els 200-889 km/s, i n'és la mitjana d'uns 450 km/s. El Sol perd aproximadament 800 quilograms de matèria cada segon en forma de vent solar.
Les partícules de vent solar que són atrapades en el camp magnètic terrestre mostren tendència a agrupar-se en els cinturons de Van Allen i poden provocar les aurores boreals i les aurores australs quan xoquen amb l'atmosfera terrestre prop dels pols geogràfics. Altres planetes que tenen camps magnètics semblants als de la Terra també tenen les seves pròpies aurores.
El vent solar forma una «bombolla» enmig del medi interestel·lar (una molt baixa densitat d'àtoms d'hidrogen i heli que omple la galàxia). El punt en què la força del vent solar no és prou important per a desplaçar el medi interestel·lar es coneix com a heliopausa i es considera que és el límit exterior del sistema solar. La distància fins a l'heliopausa no és coneguda amb precisió i, probablement, depèn de la velocitat del vent solar i de la densitat local del medi interestel·lar, però se sap que està molt més enllà de l'òrbita de Plutó.

## Activitat magnètica

### Camp magnètic

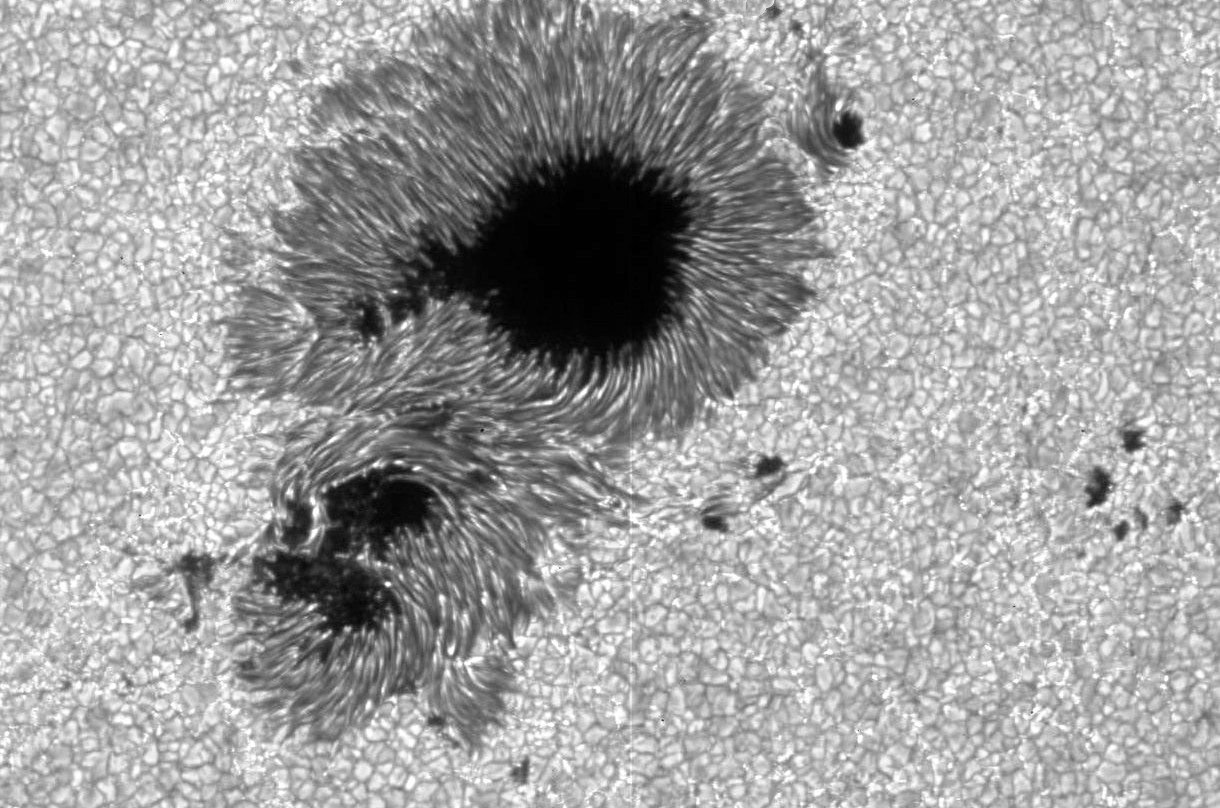
Fotografia de llum visible de la taca solar del 13 de desembre de 2006

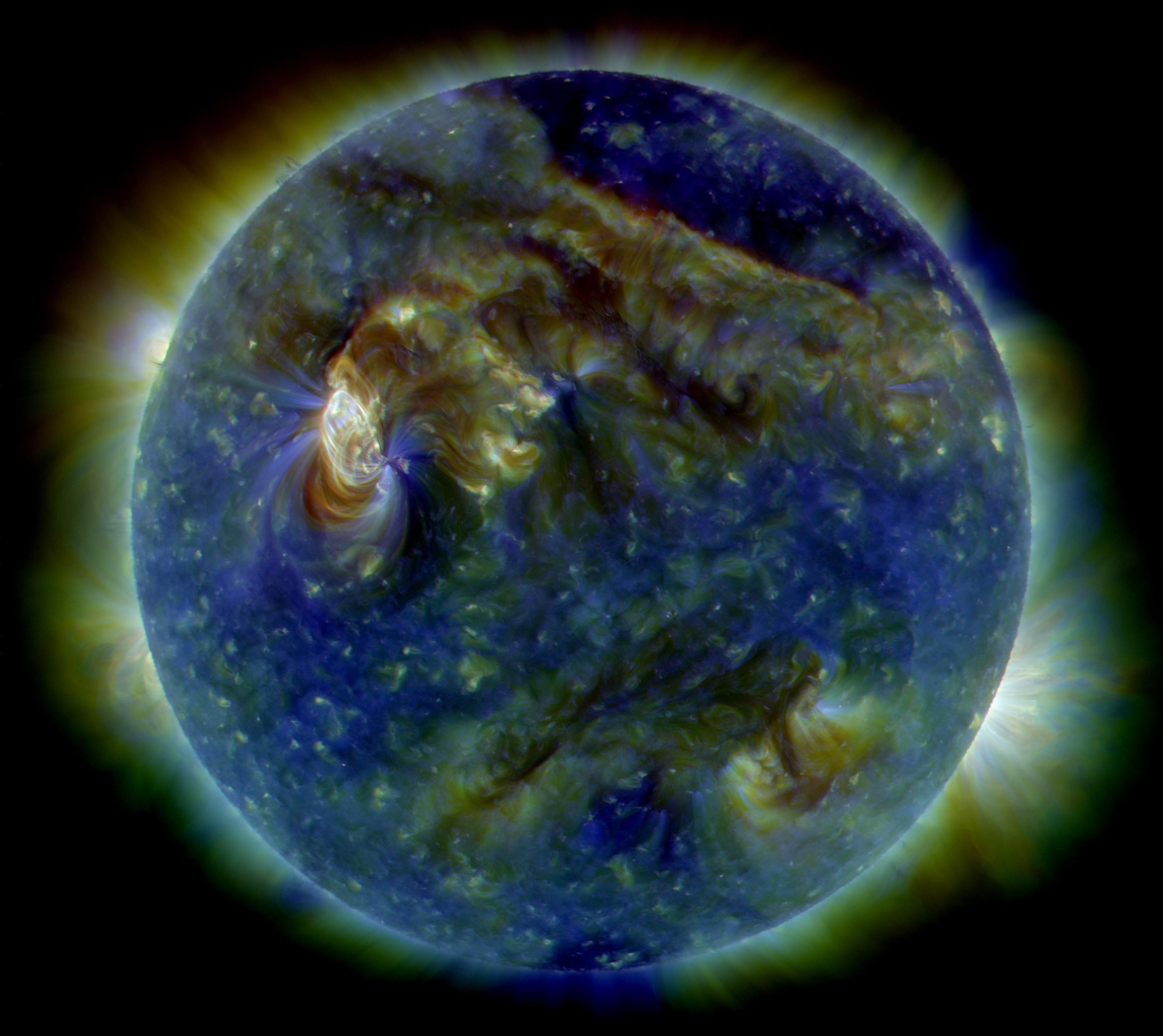
En aquesta imatge ultraviolada de fals color, el Sol mostra una flamarada solar de classe C3 (zona blanca a la part superior esquerra), un tsunami solar (estructura semblant a l’ona, a la part superior dreta) i múltiples filaments de plasma seguint un camp magnètic, que puja de la superfície estel·lar.

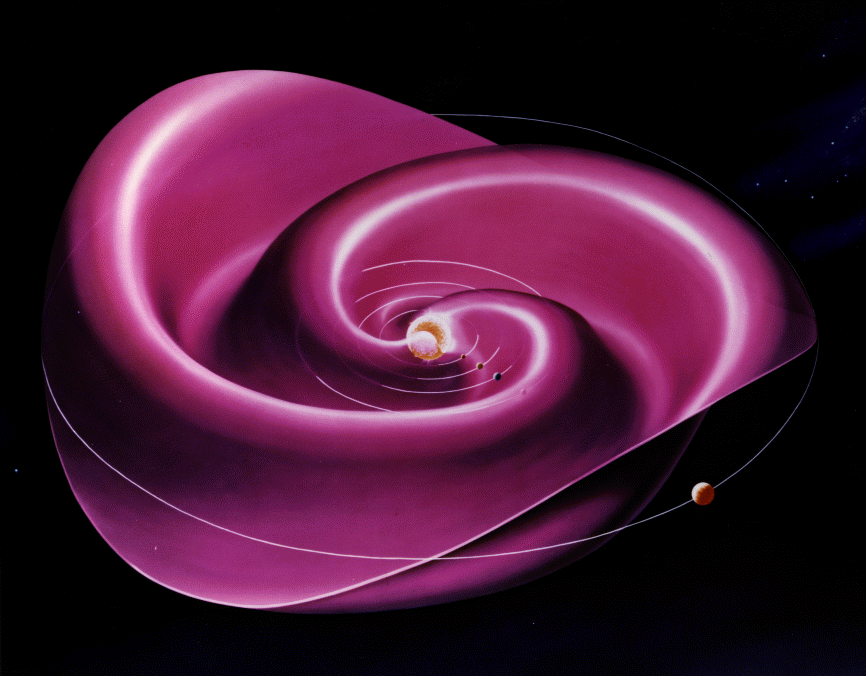
El corrent heliosfèric difús s’estén fins als límits exteriors del sistema solar i resulta de la influència del camp magnètic giratori del Sol sobre el plasma al medi interplanetari.

El Sol té un camp magnètic que varia a través de la superfície del Sol. El seu camp polar és 1–2 gauss (0,0001–0,0002 T), mentre que el camp sol ser 3.000 gauss (0,3 T) en les característiques del Sol anomenades taques solars i 10–100 gauss (0,001–0,01 T) en protuberàncies.
El camp magnètic també varia en temps i ubicació. Els quasi-periòdics d’11 anys de cicle solar és la variació més destacada en què el nombre i la mida de les taques solars s’acreixen i disminueixen.
Les taques solars són visibles com a taques fosques a la fotosfera del Sol, i corresponen a concentracions de camp magnètic on el transport convectiu de calor s’inhibeix des de l’interior solar fins a la superfície. Com a resultat, les taques solars són una mica més fresques que la fotosfera circumdant, de manera que semblen fosques. En un típic mínim solar, poques taques solars són visibles i, de tant en tant, no se’n pot veure cap. Les que apareixen es troben a altes latituds solars. A mesura que el cicle solar avança cap al seu màxim, les taques solars tendeixen a formar-se més a prop de l'equador solar, un fenomen conegut com a llei de Spörer. Les taques solars més grans poden tenir desenes de milers de quilòmetres de diàmetre.
Un cicle de taques solars d’11 anys és la meitat d’un cicle 22 anys de tipus dinamo Babcock–Leighton, que correspon a un intercanvi oscil·latori d’energia entre camps magnètics solars toroidals i poloidals. Al màxim del cicle solar, el camp magnètic dipolar poloidal extern està a prop de la seva força mínima del cicle de dinamo, però un camp quadripol intern toroidal, generat a través de la rotació diferencial dins de la tacoclina, és a prop de la seva força màxima. En aquest moment del cicle de la dinamo, la pujada flotant dins de la zona convectiva provoca l’aparició del camp magnètic toroidal a través de la fotosfera, donant lloc a parells de taques solars, aproximadament alineades est-oest i amb petjades amb polaritats magnètiques oposades. La polaritat magnètica dels parells de taques solars alterna cada cicle solar, un fenomen conegut com a cicle de Hale.
Durant la fase decreixent del cicle solar, l'energia es desplaça del camp magnètic toroidal intern al camp poloidal extern, i les taques solars disminueixen en nombre i mida. Al mínim del cicle solar, el camp toroidal és, corresponentment, a una força mínima, les taques solars són relativament rares i el camp poloidal té la seva força màxima. Amb l’augment del proper cicle de taques solars de 11 anys, la rotació diferencial fa canviar l'energia magnètica del camp poloidal al camp toroidal, però amb una polaritat oposada al cicle anterior. El procés continua contínuament i, en un escenari idealitzat i simplificat, cada cicle de taques solars d’11 anys correspon a un canvi, doncs, en la polaritat general del camp magnètic a gran escala del Sol.
El camp magnètic solar s’estén molt més enllà del propi Sol. El plasma del vent solar que es condueix elèctricament porta el camp magnètic del Sol a l'espai, formant el que s'anomena camp magnètic interplanetari. En una aproximació coneguda com a magnetohidrodinàmica ideal, les partícules de plasma només es mouen al llarg de les línies del camp magnètic. Com a resultat, el vent solar que flueix cap a fora estira el camp magnètic interplanetari també cap a fora, forçant-lo a formar una estructura aproximadament radial. Per a un simple camp magnètic dipolar solar, amb polaritats hemisfèriques oposades a banda i banda de l'equador magnètic solar, el corrent difús es forma al vent solar. A grans distàncies, la rotació del Sol fa girar el camp magnètic dipolar i el corrent difús corresponent en una estructura d'espiral d'Arquimedes anomenada espiral Parker. El camp magnètic interplanetari és molt més fort que el component dipolar del camp magnètic solar. El camp magnètic dipolar del Sol de 50-400 μT (a la fotosfera) es redueix amb el cub invers de la distància, donant lloc a un camp magnètic predit de 0,1 nT a la distància de la Terra. No obstant això, segons les observacions de les sondes espacials, el camp interplanetari a la ubicació de la Terra és al voltant 5 nT, aproximadament cent vegades més gran. La diferència es deu als camps magnètics generats pels corrents elèctrics al plasma que envolta el Sol.

### Variació en l'activitat

Mesures del 2005 de la variació del cicle solar durant els darrers 30 anys

El camp magnètic del Sol provoca molts efectes que s’anomenen col·lectivament activitat solar. Les erupcions solars i les ejeccions de massa coronal solen aparèixer en grups de taques solars. Els fluxos de vent solar d’alta velocitat que canvien lentament s'emeten des de forats coronals a la superfície fotosfèrica. Tant les expulsions de massa coronal com els corrents d’alta velocitat de vent solar transporten plasma i camp magnètic interplanetari cap al sistema solar. Els efectes de l’activitat solar a la Terra inclouen aurores de latituds moderades a altes i la interrupció de les comunicacions per ràdio i electricitat. Es creu que l’activitat solar va tenir un paper important a la formació i evolució del sistema solar.
Amb la modulació del cicle solar del nombre de taques solars s’obté una modulació corresponent de les condicions de la meteorologia espacial, inclosos els que envolten la Terra on es poden veure afectats els sistemes tecnològics.
El desembre de 2019 es va observar un nou tipus d’explosió magnètica solar, coneguda com a reconnexió magnètica forçada. Anteriorment, en un procés anomenat reconnexió magnètica espontània, es va observar que les línies del camp magnètic solar divergen explosivament i convergeixen de nou instantàniament. La reconnexió magnètica forçada va ser similar, però va ser desencadenada per una explosió a la corona.

### Canvis a llarg termini
Alguns científics creuen que el canvi secular a llarg termini del nombre de taques solars està correlacionat amb el canvi a llarg termini de la irradiació solar, que, al seu torn, podria influir en el clima a llarg termini de la Terra.
Per exemple, al segle xvii, el cicle solar semblava haver-se aturat completament durant diverses dècades; es van observar poques taques solars durant un període conegut com a mínim de Maunder. Això va coincidir amb l'època de la Petita Edat de Gel, quan Europa va experimentar temperatures inusualment fredes. S'han descobert mínims ampliats anteriorment mitjançant l'anàlisi dels anells dels arbres i sembla que han coincidit amb temperatures globals inferiors a la mitjana.
Una teoria recent afirma que hi ha inestabilitats magnètiques al nucli del Sol que causen fluctuacions amb períodes de 41.000 o 100.000 anys. Aquests podrien proporcionar una millor explicació dels períodes glacials en comptes dels cicles de Milanković.

## Naixement i mort
El Sol es va formar fa uns 4.500 milions d'anys a partir de núvols de gas i pols que ja contenien residus de generacions anteriors d'estels. Gràcies a la metal·licitat de tal gas, del seu disc protoplanetari van sorgir, més tard, els planetes, asteroides i cometes del sistema solar. En l'interior del Sol, es produïxen reaccions de fusió en les quals els àtoms d'hidrogen es transformen en heli i es produïx l'energia que irradia la nostre estel. Actualment, el Sol es troba en plena seqüència principal, fase en què seguirà uns 5.000 milions d'anys més cremant hidrogen de manera estable. Quan l'hidrogen del seu nucli sigui molt menys abundant, aquest es contraurà i s'encendrà la capa d'hidrogen adjacent, però això no bastarà per a retenir-lo. Seguirà compactant-se fins que la seva temperatura sigui prou elevada per a fusionar l'heli del nucli (uns 100 milions de graus). Al mateix temps, les capes exteriors de l'embolcall aniran expandint-se gradualment. S'expandiran tant que, a pesar de l'augment de brillantor de l'estel, la seva temperatura efectiva disminuirà, situant la seva llum en la regió vermella de l'espectre. El Sol s'haurà convertit en una gegant roja. El radi del Sol, per a llavors, serà tan gran que haurà engolit Mercuri, Venus i, possiblement, la Terra. Durant la seva etapa com a gegant roja (uns 1.000 milions d'anys), el Sol anirà expulsant gas cada vegada amb major intensitat. En els últims moments de la seva vida, el vent solar s'intensificarà i el Sol es desprendrà de tot el seu embolcall, que formarà, amb el temps, una nebulosa planetària. El nucli i les seves regions més properes es comprimiran més, fins a formar un estat de la matèria molt concentrat en què les repulsions de tipus quàntic entre els electrons extremadament propers (degenerats) frenaran el col·lapse. Quedarà, llavors, com a romanent estel·lar, una nana blanca de carboni i oxigen que s'anirà refredant gradualment.

## Fases evolutives
El Sol actual és aproximadament a la meitat de la part més estable de la seva vida. No ha canviat dràsticament durant més de 4.000 milions d'anys, i es mantindrà bastant estable durant més de 5.000 milions més. No obstant això, després que la fusió d'hidrogen en el seu nucli s'hagi aturat, el Sol experimentarà canvis dramàtics, tant internament com externament.

### Formació
El Sol es va formar fa uns 4.600 milions d'anys a partir del col·lapse d’una part d’un núvol molecular gegant que consistia principalment en hidrogen i heli i que probablement va donar a llum moltes altres estrelles. Aquesta edat s’estima utilitzant simulacions informàtiques d'evolució estel·lar i a través de la nucleocosmocronologia. El resultat és coherent amb la data radiomètrica del material més antic del sistema solar, fa 4.567 milions d'anys. Estudis d'antics meteorits revelen traces de nuclis estables d'isòtops de curta durada, com ara ferro-60, que només es formen en estrelles de curta durada i en explosió. Això indica que deu haver-se produït una o més supernoves a prop de la ubicació on es va formar el Sol. Una ona de xoc d'una supernova propera hauria desencadenat la formació del Sol comprimint la matèria dins del núvol molecular i provocant el col·lapse de determinades regions sota la seva pròpia gravetat. Quan una regió del núvol es va col·lapsar, també va començar a girar a causa de la conservació del moment angular i escalfar amb la pressió creixent. Gran part de la massa es va concentrar al centre, mentre que la resta es va aplanar en un disc que es convertiria en els planetes i altres cossos del sistema solar. La gravetat i la pressió dins del nucli del núvol van generar molta calor ja que s’acumulava més matèria del disc circumdant, provocant finalment el desencadenament de la fusió nuclear.
HD 162826 i HD 186302 són germans estel·lars hipotetitzats del Sol, que s'han format en el mateix núvol molecular.

### Seqüència principal

Evolució de la lluminositat, radi i temperatura efectiva solar en comparació amb el Sol actual. De Ribas (2010)

El Sol és aproximadament a la meitat de la seva etapa de seqüència principal, durant la qual les reaccions de fusió nuclear del seu nucli fusionen l’hidrogen amb l’heli. Cada segon, més de quatre milions de tones de matèria es converteixen en energia dins del nucli del Sol, produint neutrins i radiació solar. A aquest ritme, fins ara el Sol ha convertit al voltant de 100 vegades la massa de la Terra en energia, aproximadament el 0,03% de la massa total del Sol. El Sol passarà aproximadament 10.000 milions d'anys com a estel de seqüència principal. El Sol s’està escalfant gradualment durant la seva seqüència principal, perquè els àtoms d’heli del nucli ocupen menys volum que els àtoms d'hidrogen que es van fusionar. Per tant, el nucli s’està reduint i permet que les capes externes del Sol s’apropin al centre i experimentin una força gravitatòria més forta, segons la llei de l'invers del quadrat. Aquesta força més forta augmenta la pressió sobre el nucli, que es resisteix amb un augment gradual de la velocitat a la qual es produeix la fusió. Aquest procés s’accelera a mesura que el nucli es torna més dens. S'estima que el Sol s'ha tornat un 30% més brillant en els darrers 4.500 milions d'anys. Actualment, augmenta la brillantor aproximadament un 1% cada 100 milions d'anys.

### Després de l'esgotament del nucli d'hidrogen

La mida del Sol actual (actualment en la seqüència principal) en comparació amb la seva mida estimada durant la seva fase de gegant vermella en el futur

El Sol no té prou massa per explotar com a supernova. En lloc d'això, sortirà de la seqüència principal en aproximadament 5.000 milions d'anys i començarà a convertir-se en una gegant vermella. Com a gegant vermella, el Sol creixerà tant que engolirà Mercuri, Venus i probablement la Terra.
Fins i tot abans que es converteixi en una gegant vermella, la lluminositat del Sol s'haurà gairebé duplicat i la Terra rebrà tanta llum solar com Venus rep avui. Un cop s'esgoti l’hidrogen del nucli en 5.400 milions d'anys, el Sol s’expandirà fins una fase de subgegant i lentament el doble de mida durant aproximadament cinc cents milions d'anys. A continuació, s’expandirà més ràpidament durant aproximadament cinc cents milions d'anys fins que sigui més de dues-centes vegades més gran que l’actual i un parell de milers de vegades més lluminosa. A continuació, s'inicia la fase de branca gegant vermella que el Sol passarà al voltant de 1.000 milions d'anys i perdrà al voltant d’un terç de la seva massa.

Evolució d’un estel semblant al Sol. El traçat d'un estel d'una massa solar al diagrama de Hertzsprung-Russell es mostra des de la seqüència principal fins a l'etapa de branca gegant post-asimptòtica.

Després de la branca gegant vermella, al Sol li queden aproximadament 120 milions d'anys de vida activa, però passen diversos esdeveniments. En primer lloc, el nucli, ple d'heli que es degenera s'encén violentament en flaix de l'heli, on s’estima que el 6% del nucli, el 40% de la massa del Sol, es convertirà en carboni en qüestió de minuts a través del procés triple alfa. El Sol es redueix al voltant de deu vegades la seva mida actual i 50 vegades la lluminositat, amb una temperatura una mica inferior a l’actual. Després haurà arribat a l'agrupament vermell o branca horitzontal, però un estel de la massa del Sol no evoluciona cap al blau al llarg de la branca horitzontal. En canvi, es fa moderadament més gran i més lluminós durant uns 100 milions d'anys, ja que continua reaccionant l’heli al nucli.
Quan l’heli s’esgoti, el Sol repetirà l'expansió que va seguir quan es va esgotar l’hidrogen del nucli, excepte que aquesta vegada tot passa més de pressa i el Sol es fa més gran i lluminós. Aquest és la fase de branca asimptòtica de les gegants, i el Sol reacciona alternativament amb hidrogen en una closca o heli en una closca més profunda. Després d'uns 20 milions d'anys a la primera branca gegant asimptòtica, el Sol es torna cada vegada més inestable, amb pèrdues de massa ràpides i polsos tèrmics que augmenten la mida i la lluminositat durant uns quants centenars d'anys cada 100.000 anys més o menys. Els polsos tèrmics es fan cada vegada més grans, i els polsos posteriors empenyen la lluminositat fins a 5.000 vegades el nivell actual i el radi a més d’1 ua. Segons un model del 2008, l'òrbita de la Terra es redueix a causa de les forces de marea (i, finalment, arrossegament des de la cromosfera inferior), de manera que el Sol l'engolirà prop de la punta de la fase de la branca gegant vermella, 3,8 i 1 milió d'anys després que Mercuri i Venus hagin tingut el mateix destí respectivament. Els models varien segons la velocitat i el moment de la pèrdua de massa. Els models amb més pèrdues de massa a la branca gegant vermella produeixen estrelles més petites i menys lluminoses a la punta de la branca gegant asimptòtica, potser només 2.000 vegades la lluminositat i menys de 200 vegades el radi. Per al Sol, es preveuen quatre polsos tèrmics abans que perdi completament l'embolcall exterior i es comenci a fer una nebulosa planetària. Al final d’aquesta fase, amb una durada aproximada de 500.000 anys, el Sol només tindrà aproximadament la meitat de la seva massa actual.
L'evolució de la branca gegant post-asimptòtica és encara més ràpida. La lluminositat es manté aproximadament constant a mesura que augmenta la temperatura, i la meitat expulsada de la massa del Sol es ionitza en una nebulosa planetària a mesura que el nucli exposat arriba a 30.000 K. El nucli nu final, una nana blanca, tindrà una temperatura superior a 100.000 K i contindrà un 54,05% de la massa actual del Sol. La nebulosa planetària es dispersarà al cap d'uns 10.000 anys, però la nana blanca sobreviurà durant bilions d'anys abans d’esvair-se en una hipotètica nana negra.

## Moviment i situació

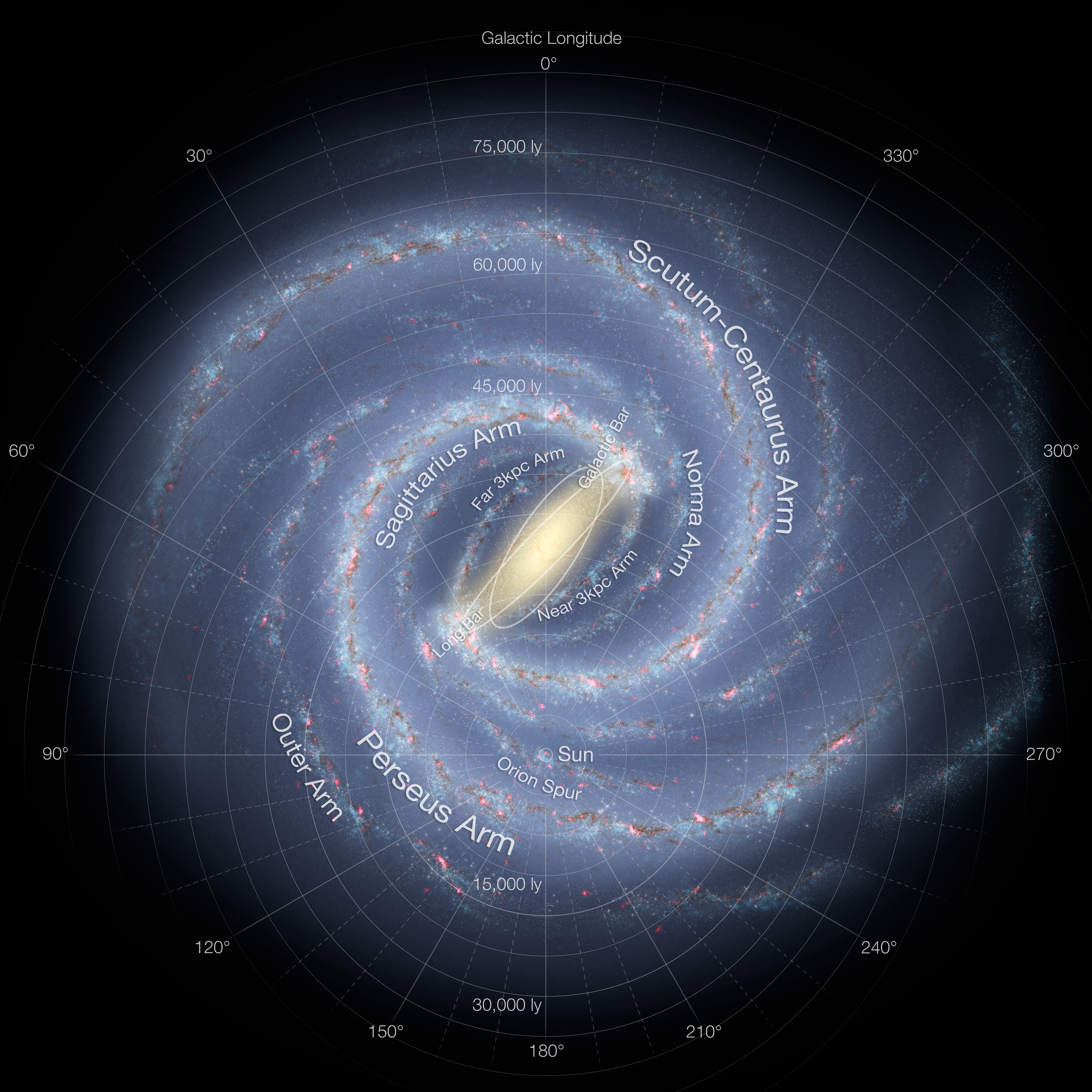
Il·lustració de la Via Làctia, que mostra la ubicació del Sol

El Sol és prop de la part interna del Braç d'Orió de la Via Làctia, al Núvol Interestel·lar Local o Cinturó de Gould, a una distància hipotètica de 7,62 ± 0,32 kpc (24.800 anys llum) del Centre Galàctic.
La distància entre el braç local i el següent braç (el de Perseus és d'uns 6.500 anys llum). El Sol i, per tant, el sistema solar, es troba en el que els científics anomenen la zona habitable de la galàxia.
El Sol està contingut dins de la Bombolla Local, un espai de gas calent enrarit, produït possiblement pel romanent de supernova Geminga, o supernoves múltiples al subgrup B1 del grup en moviment de les Plèiades. La distància entre el braç local i el següent braç fora, el Braç de Perseu, té uns 6.500 anys llum.
El Sol i, per tant, el sistema solar, es troba en el que els científics anomenen la zona habitable de la galàxia.
El Vèrtex del camí del Sol, o l'àpex solar, és la direcció que viatja el Sol en relació amb altres estrelles properes. Aquest moviment es dirigeix cap a un punt de la constel·lació d'Hercules, prop de l'estel Vega.
Entre 32,6 anys llum del Sol hi ha 315 estrelles conegudes en 227 sistemes, a partir del 2000, incloent 163 estrelles individuals. S'estima que encara no s'han identificat 130 sistemes més dins d'aquest rang. Dintre de 81,5 anys llum, pot haver-hi fins a 7.500 estrelles, de les quals es coneixen unes 2.600. El nombre d'objectes subestel·lars en aquest volum s’espera que sigui comparable al nombre d’estrelles. Dels 50 sistemes estel·lars més propers a menys de 17 anys llum de la Terra (el més proper és la nana vermella Pròxima del Centaure aproximadament 4,2 anys llum), el Sol ocupa el quart lloc en massa.

### Òrbita a la Via Làctia
El Sol orbita al voltant del centre de la Via Làctia i actualment es mou en direcció a la constel·lació del Cigne. Un model senzill del moviment d'un estel a la galàxia dona coordenades galàctiques X, Y, i Z com:
{\displaystyle X(t)=X(0)+{\frac {U(0)}{\kappa }}\sin(\kappa t)+{\frac {V(0)}{2B}}(1-\cos(\kappa t))}
{\displaystyle Y(t)=Y(0)+2A\left(X(0)+{\frac {V(0)}{2B}}\right)t-{\frac {\Omega _{0}}{B\kappa }}V(0)\sin(\kappa t)+{\frac {2\Omega _{0}}{\kappa ^{2}}}U(0)(1-\cos(\kappa t))}
{\displaystyle Z(t)={\frac {W(0)}{\nu }}\sin(\nu t)+Z(0)\cos(\nu t)}
on U, V, i W són les velocitats respectives vers l'estàndard de repós local, A i B són les constants d'Oort, {\displaystyle \Omega _{0}=A-B} és la velocitat angular de rotació galàctica per a l'estàndard de repós local, {\displaystyle \kappa ={\sqrt {-4\Omega _{0}B}}} és la «freqüència epicíclica», i ν és la freqüència d'oscil·lació vertical. Per al Sol, els valors actuals de U, V, i W es calculen com a {\displaystyle (U(0),V(0),W(0))=(10.00,5.25,7.17)} km/s, i les estimacions per a la resta de constants són A = 15.5 km/s/kpc, B = −12.2 km/s/kpc, κ = 37 km/s/kpc, i ν=74 km/s/kpc. D'aquí es pren X(0) i Y(0) per ser zero i Z(0) s'estima en 17 parsecs. Aquest model implica que el Sol circula al voltant d'un punt que està donant voltes a la galàxia. El període de circulació del Sol al voltant del punt és {\displaystyle 2\pi /\kappa }. que, utilitzant l'equivalència a un parsec és igual a 1 km/s vegades 0,978 milions d'anys, arriba a 166 milions d'anys, més curt que el temps que triga el punt a donar la volta a la galàxia. A les coordenades (X, Y), el Sol descriu una el·lipse al voltant del punt, la longitud del qual a la direcció Y és
{\displaystyle 2\times {\sqrt {\left({\frac {2\Omega _{0}}{\kappa ^{2}}}U(0)\right)^{2}+\left({\frac {\Omega _{0}}{B\kappa }}V(0)\right)^{2}}}=1035{\text{ parsec}}.}
i l'amplada del qual a la direcció X és
{\displaystyle 2\times {\sqrt {\left({\frac {U(0)}{\kappa }}\right)^{2}+\left({\frac {V(0)}{2B}}\right)^{2}}}=691{\text{ parsec}}}
La proporció de llargada i amplada d’aquesta el·lipse, la mateixa per a totes les estrelles de la zona, és {\displaystyle 2\Omega /\kappa \approx 1.50.}
El punt en moviment es troba actualment a
{\displaystyle X={\frac {V(0)}{2B}}=-215{\text{ parsec}}}
{\displaystyle Y={\frac {2\Omega _{0}}{\kappa ^{2}}}U(0)=405{\text{ parsec}}.}
L 'oscil lació a la direcció Z pren el Sol
{\displaystyle {\sqrt {\left({\frac {W(0)}{\nu }}\right)^{2}+Z(0)^{2}}}=98{\text{ parsec}}}
per sobre del pla galàctic i la mateixa distància per sota, amb un període de {\displaystyle 2\pi /\nu } o 83 milions d'anys, aproximadament 2,7 vegades per òrbita. Tot i que {\displaystyle 2\pi /\Omega _{0}} és 222 milions d'anys, el valor de {\displaystyle \Omega } en el punt al voltant del qual circula el Sol es troba
{\displaystyle \Omega \approx \Omega _{0}-{\frac {2A}{R_{0}}}\Delta X\approx 26.1{\text{ km/s/kpc}}}
(vegeu Constants d'Oort), corresponent a 235 milions d'anys, i aquest és el temps que triga a recórrer la galàxia un cop. Altres estrelles amb el mateix valor de {\displaystyle X+V/(2B)} cal dedicar el mateix temps a recórrer la galàxia que el Sol i, per tant, romandre a la mateixa proximitat general que el Sol.
L'òrbita del Sol al voltant de la Via Làctia es pertorba a causa de la distribució de massa no uniforme a la galàxia, com la que es troba als braços espirals galàctics i entre ells. S'ha argumentat que sovint el pas del Sol a través dels braços espirals de major densitat coincideix en extincions massives a la Terra, potser a causa de l’augment d'esdeveniments d'impacte. El sistema solar necessita 225-250 milions d'anys per completar una òrbita a través de la Via Làctia (un any galàctic), per tant, es creu que va completar 20-25 òrbites durant la vida del Sol. La velocitat orbital del sistema solar al voltant del centre de la Via Làctia és aproximadament 251 km/s. A aquesta velocitat, el sistema solar triga uns 1.190 anys a recórrer una distància d’un any llum, o 7 dies per recórrer 1 ua.
La Via Làctia es mou respecte al fons còsmic de microones (en anglès cosmic microwave background radiation, o CMB) en direcció a la constel·lació de l'Hidra Femella amb una velocitat de 550 km/s, i la velocitat resultant del Sol respecte al CMB és d'uns 370 km/s en la direcció de Copa o del Lleó.

### Moviment en el sistema solar
El Sol es mou amb la tracció gravitacional dels planetes. Es pot pensar en el baricentre del sistema solar com a estacionari (o com en moviment constant al voltant de la galàxia). El centre del Sol sempre es troba a 2,2 radis solars del baricentre. Aquest moviment del Sol es deu principalment a Júpiter, Saturn, Urà i Neptú. Durant alguns períodes de diverses dècades, el moviment és força regular, formant un patró de trèvol, mentre que entre aquests períodes sembla més caòtic. Després de 179 anys (nou vegades el període sinòdic de Júpiter i Saturn) el patró es repeteix més o menys, però girat aproximadament 24°. Les òrbites dels planetes interiors, inclosa la Terra, estan desplaçades de la mateixa manera per les mateixes forces de gravació, de manera que el moviment del Sol té poc efecte sobre les posicions relatives de la Terra i el Sol o sobre la irradiació solar a la Terra com a funció de temps.

## Energia solar
La major part de l'energia utilitzada pels éssers vius procedeix del Sol, les plantes l'absorbeixen directament i duen a terme la fotosíntesi, els herbívors absorbeixen indirectament una xicoteta quantitat d'aquesta energia menjant les plantes, i els carnívors absorbeixen indirectament una quantitat més xicoteta menjant els herbívors.
La majoria de les fonts d'energia emprades per l'ésser humà deriven indirectament del Sol. Els combustibles fòssils preserven energia solar capturada fa milions d'anys per mitjà de fotosíntesi, l'energia hidràulica usa l'energia potencial d'aigua que es va condensar en altura després d'haver-se evaporat per la calor del Sol, etc. No obstant això, l'ús directe de l'energia solar per a l'obtenció d'energia no està massa estès pel fet que els mecanismes actuals no són prou eficaços.
La quantitat d'energia lluminosa que arriba en cada unitat de temps en una unitat de superfície exposada directament a la radiació solar pren el nom de constant solar i el seu valor és aproximadament 1370 W/m². Multiplicant aquest valor per la superfície de l’hemisferi terrestre exposada al Sol obtenim una potència superior a 50 milions de gigawatt (GW). No obstant això, com la llum del Sol pateix una atenuació en travessar l'atmosfera terrestre, a la superfície el valor de la densitat de potència baixa aproximadament a 1000 W/m², aconseguit en condicions meteorològiques clares quan arriba el Sol al zenit (és a dir, els seus rajos són perpendiculars a la superfície). Després, tenint en compte el fet que la Terra és un esferoide en rotació, l'insolació de mitjana varia segons els punts de la superfície i, a latituds europees, és prop de 200 W/m².

Les reaccions de la fase de llum dependent de la fotosíntesi de la clorofil·la.

L’home també utilitza l'energia del Sol, que és recollida per estructures com els panells solars, que s'utilitzen per a diferents propòsits, com ara l'escalfament d'aigua o la producció d'energia elèctrica (panells fotovoltaics). A més, l'energia emmagatzemada en el petroli i en la resta de combustibles fòssils deriva de la de l'estel, que s'ha convertit en energia química gràcies a la fotosíntesi de les plantes que van viure fa milions d'anys.

### Font d'energia alternativa

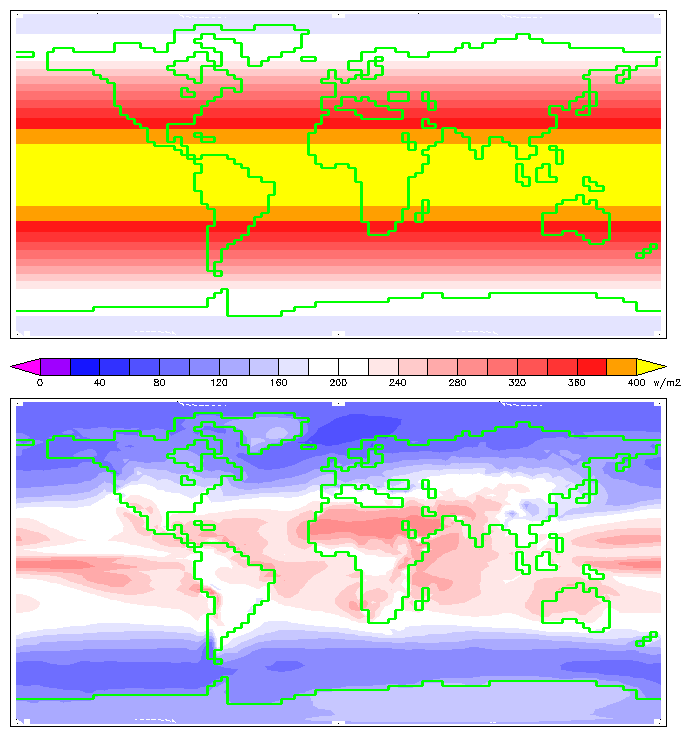
La insolació mitjana anual a la part superior de l'atmosfera (imatge superior) i a la superfície.

La quantitat d'energia solar que arriba a la Terra és enorme (unes deu mil vegades l'energia que la humanitat utilitza al mateix temps), però poc concentrada, per tant, cal recollir energia de zones molt grans per obtenir quantitats significatives; a més, és bastant difícil convertir-se en energia fàcilment explotable, com l'electricitat, amb una eficiència acceptable. Per a la seva explotació a efectes de producció d’electricitat, calen generalment productes d’alt cost (com ara panells fotovoltaics), que encareixen l'energia solar que altres fonts d’energia. El desenvolupament de tecnologies que poden fer econòmic l’ús de la fotovoltaica és un sector de recerca molt actiu, de moment no ha obtingut resultats significatius.
Per contra, l'energia solar es pot utilitzar convenientment per generar calor (solar tèrmica).
Hi ha tres tecnologies principals per adquirir l'energia del Sol:
- El panell solar tèrmic utilitza els rajos solars per escalfar un líquid amb característiques especials, contingut al seu interior, que transfereix calor, a través d’un bescanviador de calor, a l’aigua continguda en un tanc d’acumulació. Les temperatures són generalment inferiors a 100 °C.[133]
- El panell solar concentrador utilitza una sèrie de miralls parabòlics amb una estructura lineal per concentrar els rajos del Sol en un tub receptor en el qual un fluid de transmissió de calor (un fluid capaç de transportar la calor rebuda del Sol als sistemes d’acumulació i intercanvi) o una sèrie de miralls plans que concentren els raigs al final d’una torre en la qual es col·loca una caldera plena de sals que es fonen a causa de la calor. En ambdós casos l'«aparell receptor» s'escalfa fins a temperatures relativament altes (400 °C ~ 600 °C) útil tant per a finalitats purament tèrmiques com termoelèctriques.[134]
- El panell fotovoltaic explota les propietats d’elements particulars com els semiconductors per produir electricitat quan s’estimula per la radiació lumínica (efecte fotoelèctric).[135]

## Problemes teòrics

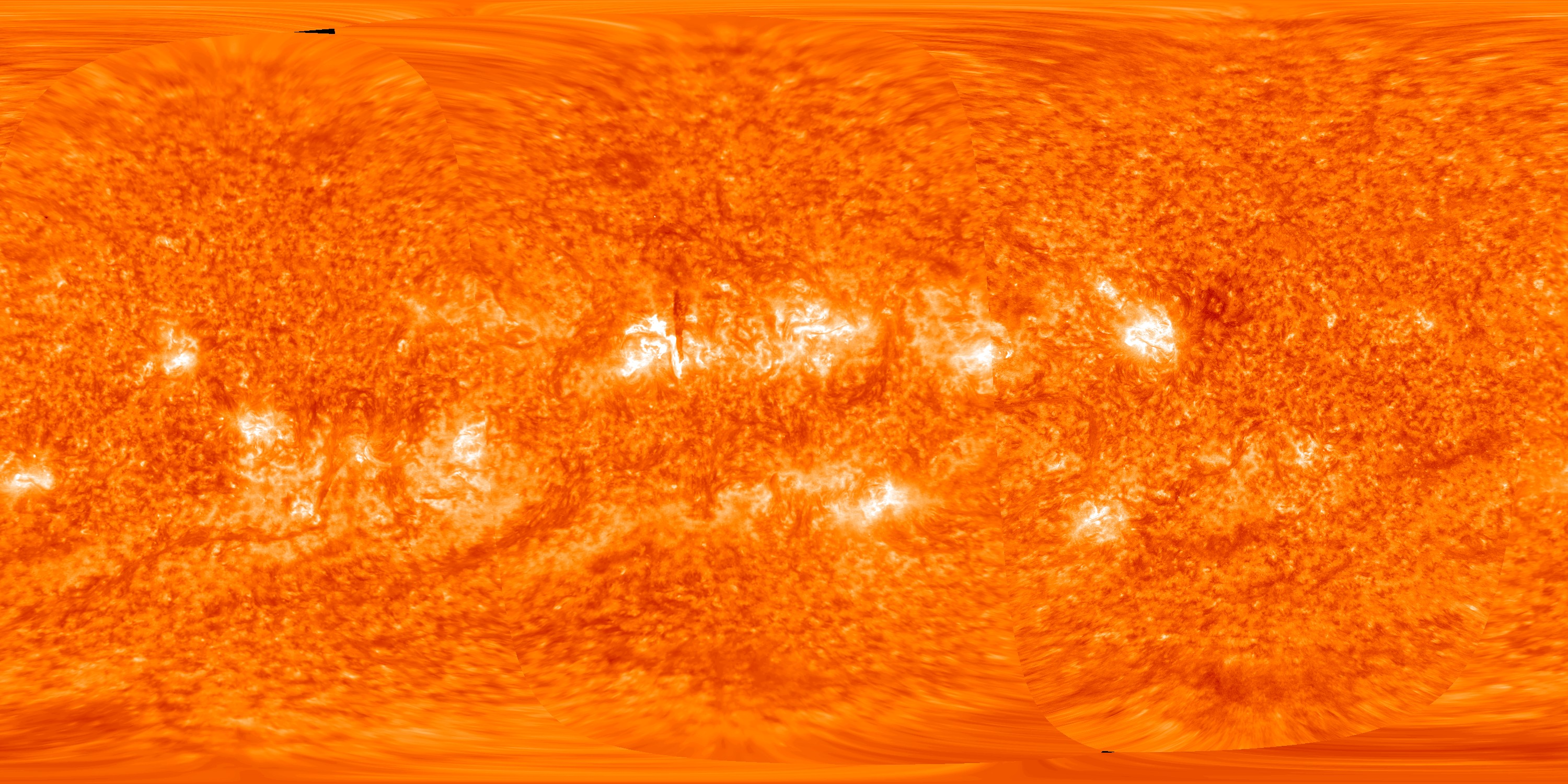
Mapa del Sol complet per les sondes STEREO i SDO

Tot i que és l'estel més a prop de la Terra i és objecte d'innombrables estudis fets per científics, moltes preguntes sobre el Sol continuen sense resoldre's, com ara per què l'atmosfera solar té una temperatura superior al milió de kèlvins mentre que la temperatura a la fotosfera no arriba a 6.000 K. En l'actualitat, els astrofísics estan interessats a descobrir els mecanismes que regulen el cicle de les taques solars, les causes de les flamarades i les protuberàncies solars, la interacció magnètica entre la cromosfera i la corona i les causes del vent solar.

### Problema de neutrins solars[calcitació]

Diagrama del nombre de neutrins produïts pel Sol: la columna esquerra representa els resultats teòrics; els resultats experimentals són correctes.

Durant molts anys el nombre de neutrins solars detectats a la Terra va ser inferior (un terç de la meitat) que el nombre previst pel model solar estàndard; que es va nomenar aquest resultat anòmal com a problema dels neutrins solars. Les teories proposades per resoldre el problema van suggerir una reconsideració de la temperatura interna del Sol, que per tant hauria estat inferior a l’acceptada anteriorment per explicar un flux tan baix de neutrins, o van afirmar que els neutrins podrien oscil·lar, és a dir, que podrien canviar de manera indetectable els neutrins tau o neutrins de muons mentre recorrien la distància Sol - Terra. Als anys vuitanta es van construir alguns detectors de neutrins, entre els quals l'observatori de neutrins de Sudbury i el Super-Kamiokande, per tal de mesurar el flux de neutrins solars amb la màxima precisió possible. Els resultats van revelar que els neutrins tenen una massa en repòs extremadament petita i en realitat pot oscil·lar. A més, el 2001 l’observatori de neutrins de Sudbury va ser capaç de detectar els tres tipus de neutrins directament, trobant que l'emissió total de neutrins del Sol confirma el model solar estàndard. Aquesta proporció concorda amb la teoritzada per l'efecte Mikhéiev-Cmirnov-Wolfenstein (també conegut com a «efecte matèria»), que descriu l’oscil·lació dels neutrins en la matèria. Per tant, el problema ja està resolt.

### Problema d'escalfament coronari
La temperatura de la fotosfera és aproximadament de 6.000 K, mentre que la temperatura de la corona arriba a 1.000.000-2.000.000 K. L’alta temperatura de la corona mostra que és escalfada per una altra cosa que no és conducció tèrmica directa de la fotosfera.
Es creu que l'energia necessària per escalfar la corona és proporcionada pel moviment turbulent a la zona de convecció per sota de la fotosfera, i s'han proposat dos mecanismes principals per explicar l'escalfament de la corona. El primer és l'escalfament d'ones, en què les ones sonores, gravitacionals o magnetohidrodinàmiques es produeixen per turbulència a la zona de convecció. Aquestes ones viatgen cap amunt i es dissipen a la corona, dipositant la seva energia a la matèria ambiental en forma de calor. L’altre és l'escalfament magnètic, en el qual l'energia magnètica s’acumula contínuament mitjançant el moviment fotosfèric i s’allibera a través de la reconnexió magnètica en forma de grans erupcions solars i infinitat d’esdeveniments similars però menors—nanoerupcions.
Actualment, no és clar si les ones són un mecanisme d'escalfament eficient. S'ha trobat que totes les ones, excepte les d'Alfvén, es dissipen o es refracten abans d'arribar a la corona. A més, les ones Alfvén no es dissipen fàcilment a la corona. Per tant, l'enfocament actual de la recerca s'ha orientat cap als mecanismes d’escalfament de la flamarada.

### Problema del Sol jove i feble
Els models teòrics del desenvolupament del Sol suggereixen que fa 3.800 a 2.500 milions d'anys, durant l'eó Arqueà, el Sol només tenia un 75% de brillantor de l'actualitat. Un estel tan feble no hauria estat capaç de sostenir l'aigua líquida a la superfície de la Terra i, per tant, la vida no hauria d'haver estat capaç de desenvolupar-se. No obstant això, el registre geològic demostra que la Terra s'ha mantingut a una temperatura bastant constant al llarg de la seva història i que la Terra jove era una mica més càlida del que és avui en dia. Una teoria entre els científics és que l'atmosfera de la Terra jove contenia quantitats molt més grans de gasos amb efecte d'hivernacle (com el diòxid de carboni, metà) del que hi ha actualment, que ha capturat prou calor per compensar la menor quantitat d'energia solar.
Tanmateix, l'examen de sediments arqueans sembla incompatible amb la hipòtesi d’alta concentració d’hivernacle. En canvi, l'interval de temperatura moderat es pot explicar per una albedo de superfície inferior provocada per una àrea menys continental i la manca de nuclis de condensació de núvols induïts biològicament. Això hauria conduït a una major absorció d’energia solar, compensant així la producció solar més baixa.

## Sistema planetari

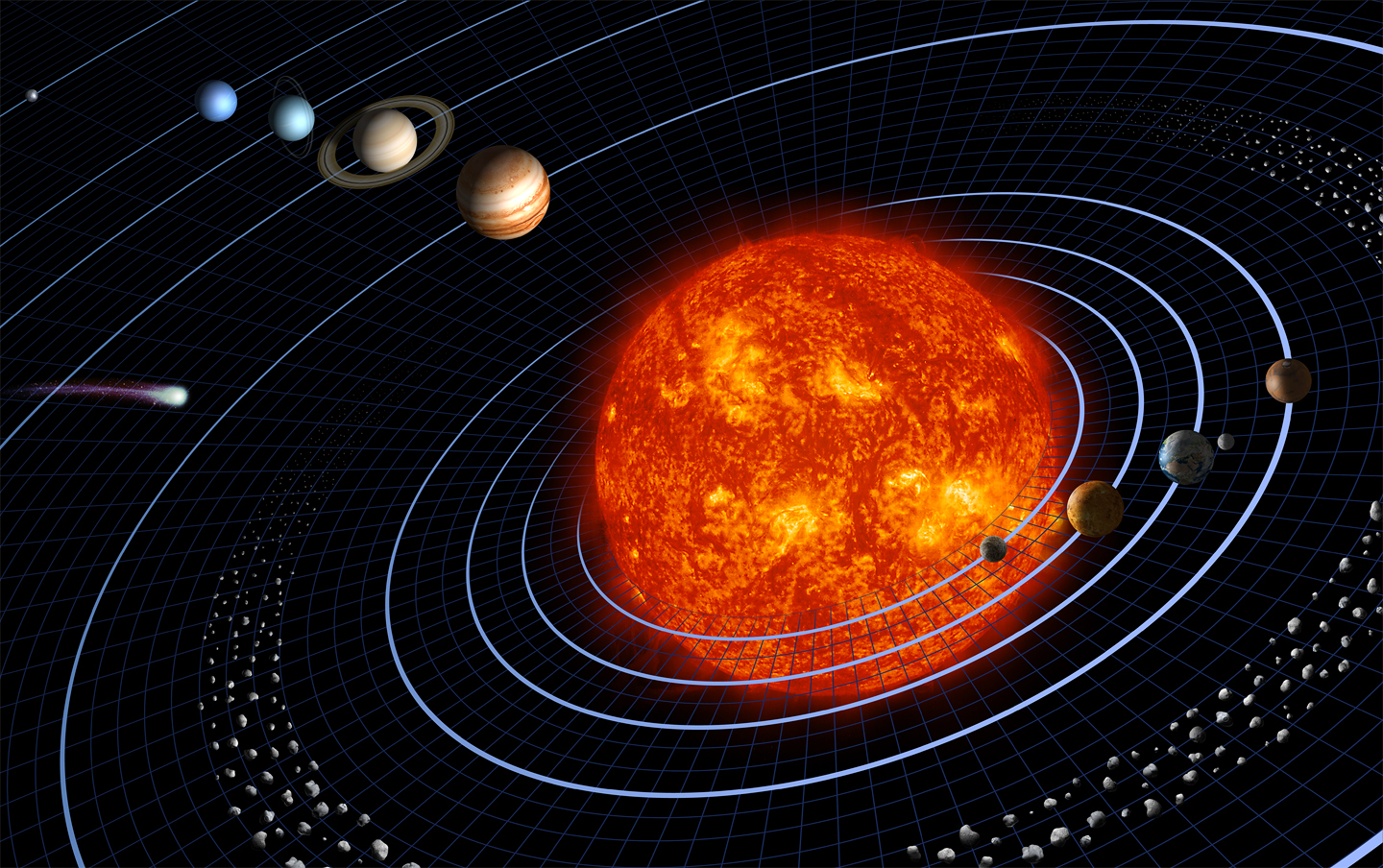
Representació esquemàtica del sistema solar. Les dimensions dels planetes i les distàncies no són a escala.

El Sol és una de les diverses estrelles que té el seu sistema planetari, el sistema solar, format per tots els cossos que es mantenen en òrbita al voltant de l'estel per la seva atracció gravitatòria. Aquests es divideixen en: planetes, planetes nans i cossos menors.
Els planetes del sistema solar són vuit; per ordre de distància creixent de l'estel: Mercuri, Venus, Terra, Mart, Júpiter, Saturn (coneguts des de temps remots), Urà (descobert el 1781) i Neptú (descobert el 1846). Els planetes es distingeixen en terrestres o rocosos i gasosos o júpiters, segons les seves característiques químico-físiques; els primers, sòlids, densos i poc massius, es troben en la seva major part interna i calenta del sistema solar; aquests últims, gasosos, poc densos i extremadament massius, són típics de la majoria de zones externes i fredes del sistema.
Del 1930 al 2006 hi va haver nou planetes: el novè fou Plutó, descobert precisament el 1930. El 2006 l'Unió Astronòmica Internacional va decidir rebaixar Plutó al rang de planeta nan, promocionant en aquesta categoria també l'asteroide Ceres i l'objecte transneptunià Eris. Recentment s'ha introduït una nova categoria d'objectes, els plutoides, dels quals formen part els planetes nans transneptunians; fins al setembre de 2008 quatre objectes pertanyen a aquesta categoria: a més dels esmentats Plutó i Eris, Haumea i Makemake; no obstant això, es creu que el nombre de planetes nans creixerà en els propers anys. No obstant això, es troben tots els planetes nans descoberts fins ara per definició, dins els cinturons d'asteroides.

El moviment del centre de gravetat del sistema solar en relació amb el Sol.

Un nombre molt gran d'objectes pertanyen al grup de cossos menors; entre ells recordem el asteroides, disposats en cinturons d’asteroides: entre Mart i Júpiter s’estén el cinturó principal, compost per milions d'objectes rocosos caracteritzats per òrbites més o menys variables; més enllà de Neptú s'estén un segon cinturó d'asteroides, el cinturó de Kuiper, la densitat real de la qual és desconeguda. Encara més externament, entre 20.000 i 100.000 ua de lluny de l'estel, es troba el núvol d'Oort, es creu que és el lloc d'origen de cometes.
Tots aquests objectes constitueixen una part mínima del sistema: de fet, el 99,86% de la massa del sistema solar consisteix en el Sol. Dins del sistema solar, l'espai entre un cos celeste i un altre no està buit: la pols, el gas i les partícules elementals formen el medi interplanetari.
Els planetes, i en particular el més massiu de tots, Júpiter, exerceix influències gravitatòries sobre el centre de massa del sistema solar per assegurar-se que no coincideix amb el centre del Sol, sinó més aviat, depenent de l'extensió de les interaccions (que varien amb el pas del temps), que caigui més sovint fora de l'estel. El fet que el centre de gravetat del sistema i el centre de l'estel no coincideixin és responsable del moviment de revolució que fa el centre de massa de l'estel, o el seu nucli, al voltant del centre de gravetat, un moviment que, després d'uns quants centenars d'anys, varia suposant que una direcció avança en retrograda.

## Història observacional
Es reconeix l'enorme efecte del Sol a la Terra des de temps prehistòrics, i el Sol ha estat considerat per algunes cultures com a deïtat.

### Comprensió a l'antiguitat

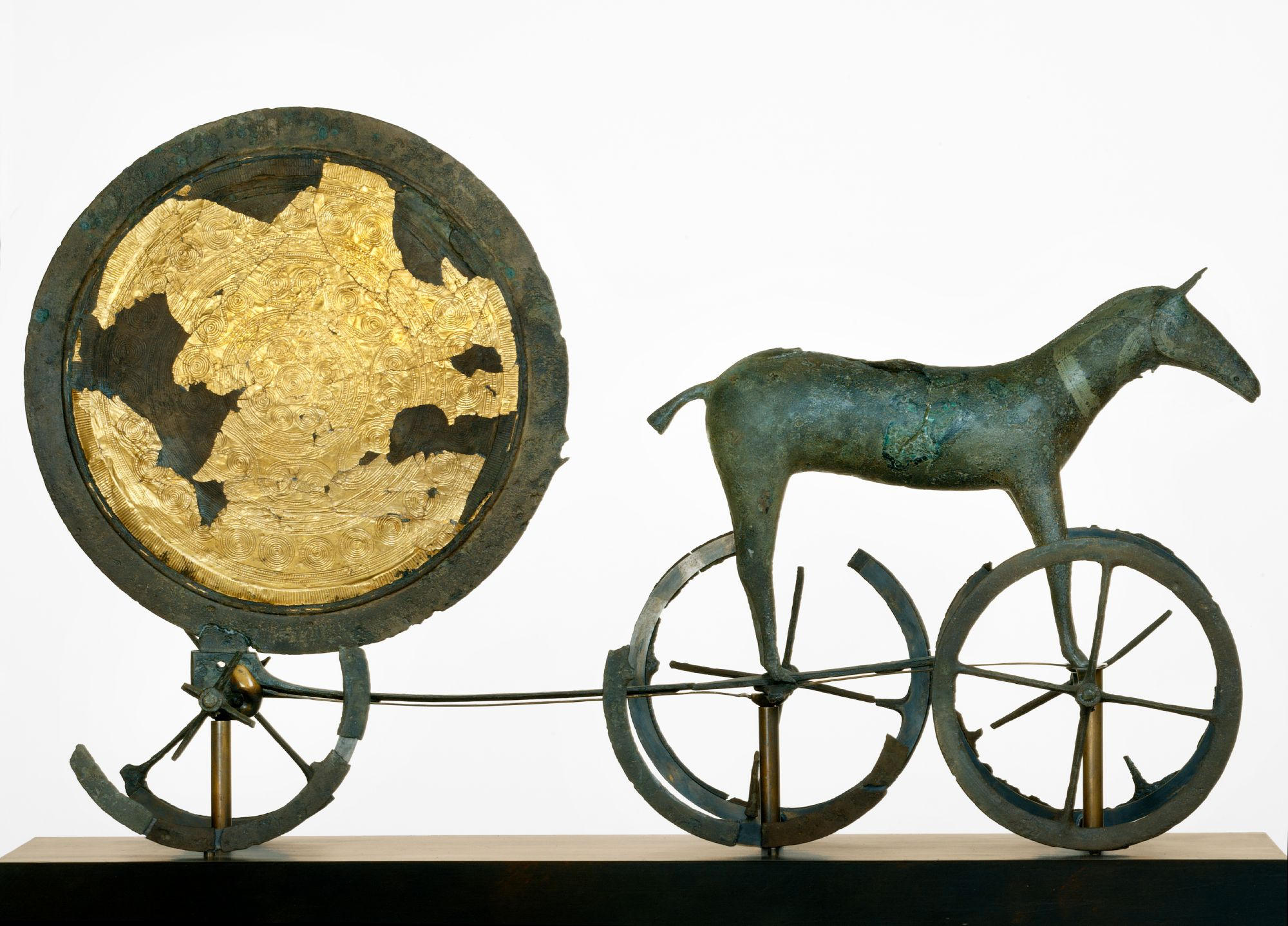
El carro solar de Trundholm tirat per un cavall és una escultura que es creu que il·lustra una part important de la mitologia a l'edat de bronze nòrdica. L'escultura probablement és propera al 1350 aC. Es mostra al Museu Nacional de Dinamarca.

El Sol ha estat objecte de veneració en moltes cultures al llarg de la història de la humanitat. La comprensió més fonamental de la humanitat sobre el Sol és com el disc lluminós del cel, la presència del qual sobre l'horitzó crea el dia i l’absència de la qual provoca la nit. En moltes cultures prehistòriques i antigues, es creia que el Sol era una deïtat solar o una altra tipus d'entitat sobrenatural. El culte al Sol va ser central per a civilitzacions com els antics egipcis, els inques d'Amèrica del Sud i els asteques del que ara és Mèxic. En religions com l'hinduisme, el Sol encara es considera un déu. Molts monuments antics es van construir tenint en compte els fenòmens solars; per exemple, els megàlits de pedra marquen amb precisió el solstici d’estiu o l’hivern (alguns dels megàlits més destacats es troben a Nabta Playa, Egipte; Mnajdra, Malta i Stonehenge, Anglaterra); Newgrange, una muntanya prehistòrica construïda per humans a Irlanda, va ser dissenyada per detectar el solstici d’hivern; la piràmide del Temple de Kukulkan a Chichén Itzá a Mèxic està dissenyat per projectar ombres en forma de serps que escalen la piràmide als equinoccis vernals i a la tardor.
Els egipcis van retratar el déu Ra en ser transportat pel cel en una barca solar, acompanyat de déus menors, i als grecs, era Hèlios, portat per un carro tirat per cavalls de foc. Des del regnat d'Elagàbal a l'Imperi tardoromà l'aniversari del Sol va ser una festa celebrada com a Sol Invictus (literalment 'Sol invicte') poc després del solstici d’hivern, que potser va ser un antecedent del Nadal. Pel que fa a les estrelles fixes, el Sol apareix des de la Terra per girar una vegada a l'any al llarg de l'eclíptica a través del zodíac, i així els astrònoms grecs el van classificar com un dels set planetes (del grec planetes, 'viatger/nòmada'); els noms dels dies de la setmana per les dates dels set planetes de l'era romana.

### Desenvolupament de la comprensió científica
A principis del primer mil·lenni aC, els astrònoms babilonis va observar que el moviment del Sol al llarg de l'eclíptica no és uniforme, tot i que no sabien per què; avui se sap que això es deu al moviment de la Terra en una òrbita el·líptica al voltant del Sol, amb la Terra que es mou més ràpidament quan es troba més a prop del Sol en el seu periheli i que es mou més lentament quan es troba més lluny a l’afeli.
Una de les primeres persones a oferir una explicació científica o filosòfica del Sol va ser el filòsof grec Anaxàgores. Va raonar que no era el carro d'Hèlios, sinó una bola de metall gegant flamant fins i tot més gran que la terra del Peloponès i que la Lluna reflectia la llum del Sol. per mostrar aquesta heretgia, fou empresonat per les autoritats i condemnat a mort, tot i que posteriorment va ser alliberat per la intervenció de Pèricles. Aquesta concepció de foc al cel es va estendre a diversos estudiosos.
Eratòstenes va estimar la distància entre la Terra i el Sol al segle iii aC entre «400 i 80.000 estadis miríades», la traducció de la qual és ambigua, el que implica qualsevol dels 4.080.000 estadis (755.000 km) o 804.000.000 estadis (148 a 153 milions de quilòmetres o 0,99 a 1,02 ua); aquest darrer valor és correcte en un percentatge. Al segle i, Ptolemeu va estimar la distància en 1.210 vegades el radi de la Terra, aproximadament 7,71 milions de quilòmetres (0,0515 ua).
La teoria que el Sol és el centre al voltant del qual orbiten els planetes va ser proposada per primer cop per l'antic grec Aristarc de Samos al segle iii aC, i adoptat posteriorment per Seleuc de Selèucida (vegeu Heliocentrisme). Aquesta visió es va desenvolupar en un model matemàtic d'un sistema heliocèntric més detallat al segle xvi per Nicolau Copèrnic.
Es van registrar observacions de taques solars durant la Dinastia Han (206 aC-220 dC) pels astrònoms xinesos, que va mantenir registres d’aquestes observacions durant segles. Averrois també va proporcionar una descripció de les taques solars al segle xii. La invenció del telescopi a principis del segle xvii va permetre fer observacions detallades de les taques solars per Thomas Harriot, Galileo Galilei i altres astrònoms. Galileu va plantejar que les taques solars estaven a la superfície del Sol en lloc d'objectes petits que passaven entre la Terra i el Sol.
Les contribucions astronòmiques àrabs inclouen el descobriment d'Al-Battaní que la direcció de l'apogeu del Sol (el lloc de l’òrbita del Sol contra les estrelles fixes on sembla que es mou més lentament) està canviant. (en termes heliocèntrics moderns, això és causat per un moviment gradual de l'afeli de l'òrbita de la Terra). Ibn Yunus va observar més de 10.000 entrades per a la posició del Sol durant molts anys mitjançant un gran astrolabi.

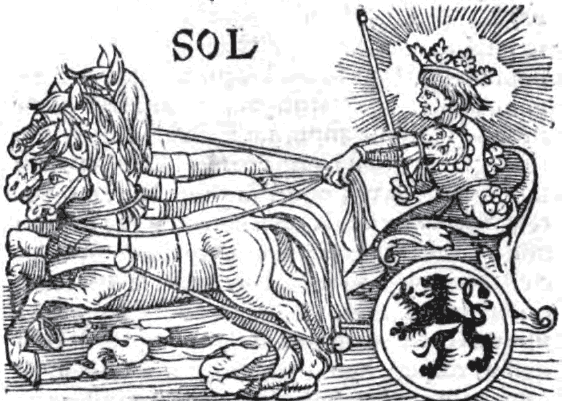
El Sol, a partir d'una edició de 1550 de Liber astronomiae de Guido Bonatti.

A partir d’una observació d’un trànsit de Venus el 1032, l'astrònom persa i polimata Ibn Sina va concloure que Venus està més a prop de la Terra que del Sol. El 1672 Giovanni Cassini i Jean Richer van determinar la distància a Mart i van ser capaços de calcular la distància al Sol.
El 1666, Isaac Newton va observar la llum del Sol mitjançant un prisma, i va demostrar que està format per llum de molts colors. El 1800, William Herschel va descobrir la radiació infraroja més enllà de la part vermella de l'espectre solar. Al segle xix es va avançar en els estudis espectroscòpics del Sol; Joseph von Fraunhofer va enregistrar més de 600 línies d’absorció en l'espectre, les més potents de les quals encara s'anomenen sovint línies de Fraunhofer. En els primers anys de l'era científica moderna, la font d'energia del Sol era un trencaclosques significatiu. Lord Kelvin va suggerir que el Sol és un cos líquid que es refreda gradualment i que irradia un dipòsit intern de calor. Kelvin i Hermann von Helmholtz després va proposar un mecanisme de contracció gravitatòria per explicar la producció d'energia, però l'estimació d'edat resultant només va ser de 20 milions d'anys, molt menys del període d’almenys 300 milions d'anys suggerits per alguns descobriments geològics d’aquella època. El 1890 Joseph Lockyer, que va descobrir heli a l'espectre solar, va proposar una hipòtesi meteorítica per a la formació i evolució del Sol.
Fins al 1904 no es va oferir una solució documentada. Ernest Rutherford va suggerir que la producció del Sol podria ser mantinguda per una font interna de calor, i va suggerir la desintegració radioactiva com a font. Tanmateix, seria Albert Einstein qui proporcionaria la pista essencial de la font de la producció d'energia del Sol amb la seva relació d'equivalència entre massa i energia E = mc². El 1920, Arthur Eddington va proposar que les pressions i les temperatures al nucli del Sol poguessin produir una reacció de fusió nuclear que fusionés l'hidrogen (protons) en nuclis d'heli, resultant en una producció d'energia a partir del canvi net de massa. La preponderància de l'hidrogen al Sol va ser confirmada el 1925 per Cecilia Payne utilitzant la teoria de la ionització desenvolupada per Meghnad Saha. El concepte teòric de fusió va ser desenvolupat als anys trenta pels astrofísics Subrahmanyan Chandrasekhar i Hans Bethe. Hans Bethe va calcular els detalls de les dues principals reaccions nuclears productores d’energia que alimenten el Sol. El 1957, Margaret Burbidge, Geoffrey Burbidge, William Fowler i Fred Hoyle va mostrar que la majoria dels elements de l'univers han estat sintetitzats per reaccions nuclears a l’interior d’estrelles, com el Sol.

### Missions espacials solars

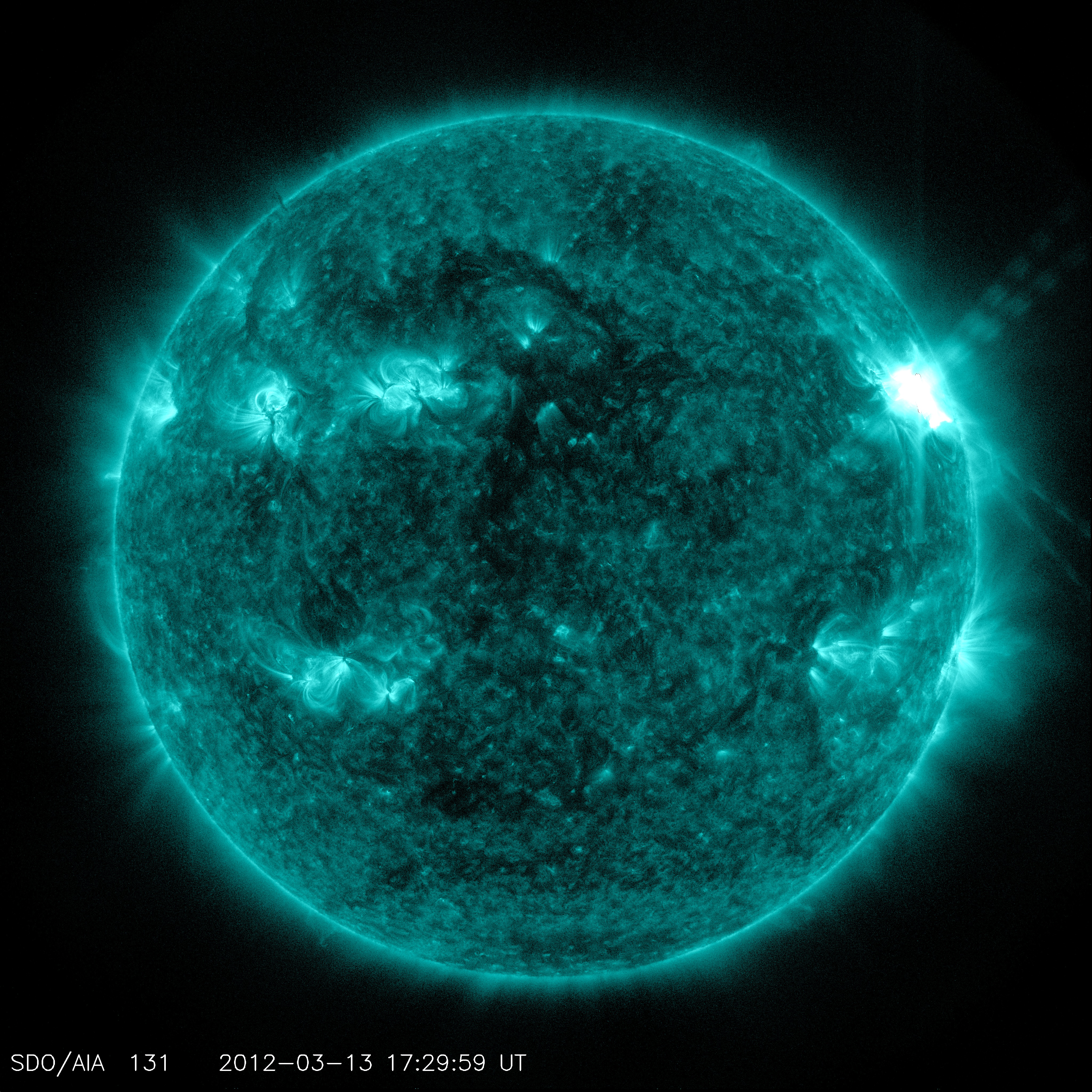
El Sol va deixar anar una gran tempesta geomagnètica a les 1:29 EST del 13 de març de 2012.

Els primers satèl·lits dissenyats per a l'observació a llarg termini del Sol des de l'espai interplanetari van ser les sondes Pioneers 6, 7, 8 i 9 de la NASA, que es van llançar entre 1959 i 1968. Aquestes sondes van orbitar al voltant del Sol a una distància similar a la de la Terra i van fer les primeres mesures detallades del vent solar i del camp magnètic solar. Pioneer 9 va funcionar durant un temps particularment llarg, transmetent dades fins al maig de 1983.
Als anys setanta, dues sondes Helios i l'Skylab Apollo Telescope Mount van proporcionar als científics noves dades significatives sobre el vent i la corona solar. Les sondes Helios 1 i 2 van ser col·laboracions entre Estats Units i Alemanya que van estudiar el vent solar des d'una òrbita a l'interior de Mercuri al seu periheli. L'estació espacial Skylab, llançada per la NASA el 1973, incloïa el mòdul d'observatori solar Apollo Telescope Mount que era operat per astronautes residents a l'estació. Skylab va fer les primeres observacions en temps real de la regió de transició solar i de les emissions ultraviolades de la corona solar. Els descobriments van incloure les primeres observacions d'expulsions de massa coronal, llavors anomenades «transitoris coronals», i de forats coronals, que ara se sap que està íntimament associats amb el vent solar.

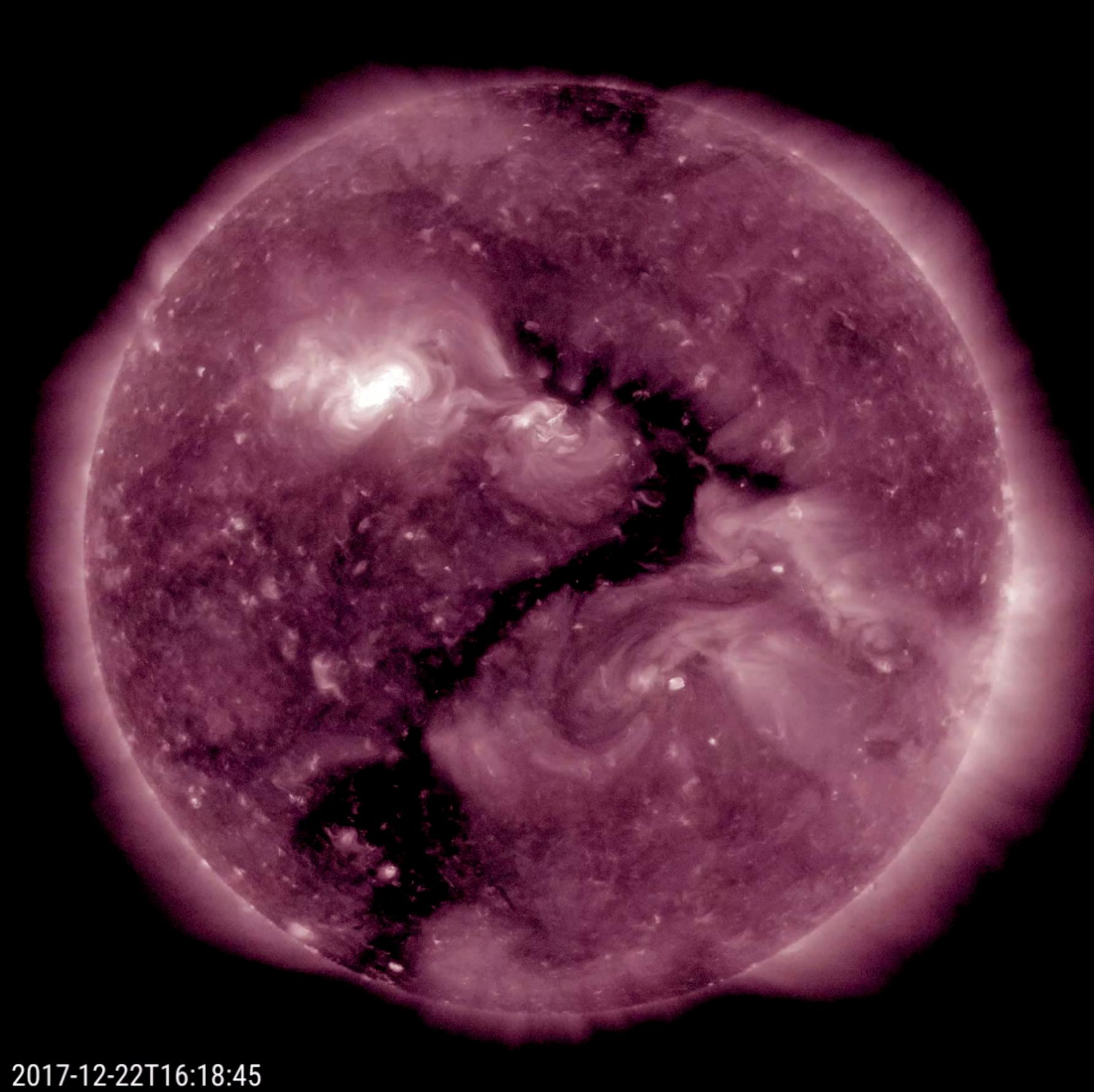
El forat coronari del Sol forma un signe d'interrogació (22 de desembre de 2017).

El 1980, la Solar Maximum Mission va ser llançada per la NASA. Aquesta sonda va ser dissenyada per observar els raigs gamma, raigs X i radiació UV d'erupcions solars durant una època d’alta activitat solar i lluminositat solar. Tanmateix, pocs mesos després del llançament, una fallada electrònica va fer que la sonda entrés en mode d'espera i va passar els tres anys següents en aquest estat inactiu. El 1984, la missió STS-41C del Transbordador Espacial Challenger va recuperar el satèl·lit i va reparar la seva electrònica abans de tornar-lo a alliberar en òrbita. La Solar Maximum Mission posteriorment va adquirir milers d’imatges de la corona solar abans de reentrar a l'atmosfera terrestre al juny de 1989.
El satèl·lit japonès Yohkoh ('raig de sol') llançat el 1991 va observar erupcions solars a longituds d'ona de raigs X. Les dades de la missió van permetre als científics identificar diversos tipus diferents d'erupcions i van demostrar que la corona allunyada de les regions de màxima activitat era molt més dinàmica i activa del que s'havia suposat anteriorment. Yohkoh va observar tot un cicle solar, però va entrar en mode d'espera quan un eclipsi anular el 2001 va fer que perdés l'objectiu al Sol. Va ser destruït per la reentrada atmosfèrica el 2005.
Una de les missions solars més importants fins ara ha estat la Solar and Heliospheric Observatory, fabricada conjuntament per l'Agència Espacial Europea i la NASA i llançat el 2 de desembre de 1995. Destinat originalment a complir una missió de dos anys, es va aprovar una extensió de la missió fins al 2012 l'octubre del 2009. Va demostrar ser tan útil que una missió de continuació, la Solar Dynamics Observatory (SDO), es va llançar al febrer de 2010. Situada al punt de Lagrange entre la Terra i el Sol (on l'atracció gravitatòria d'ambdós és igual), SOHO ha proporcionat una visió constant del Sol a moltes longituds d'ona des del seu llançament. A més de la seva observació solar directa, SOHO ha permès descobrir un gran nombre de cometes, majoritàriament cometes rasants diminuts que s'incineren al passar el Sol.

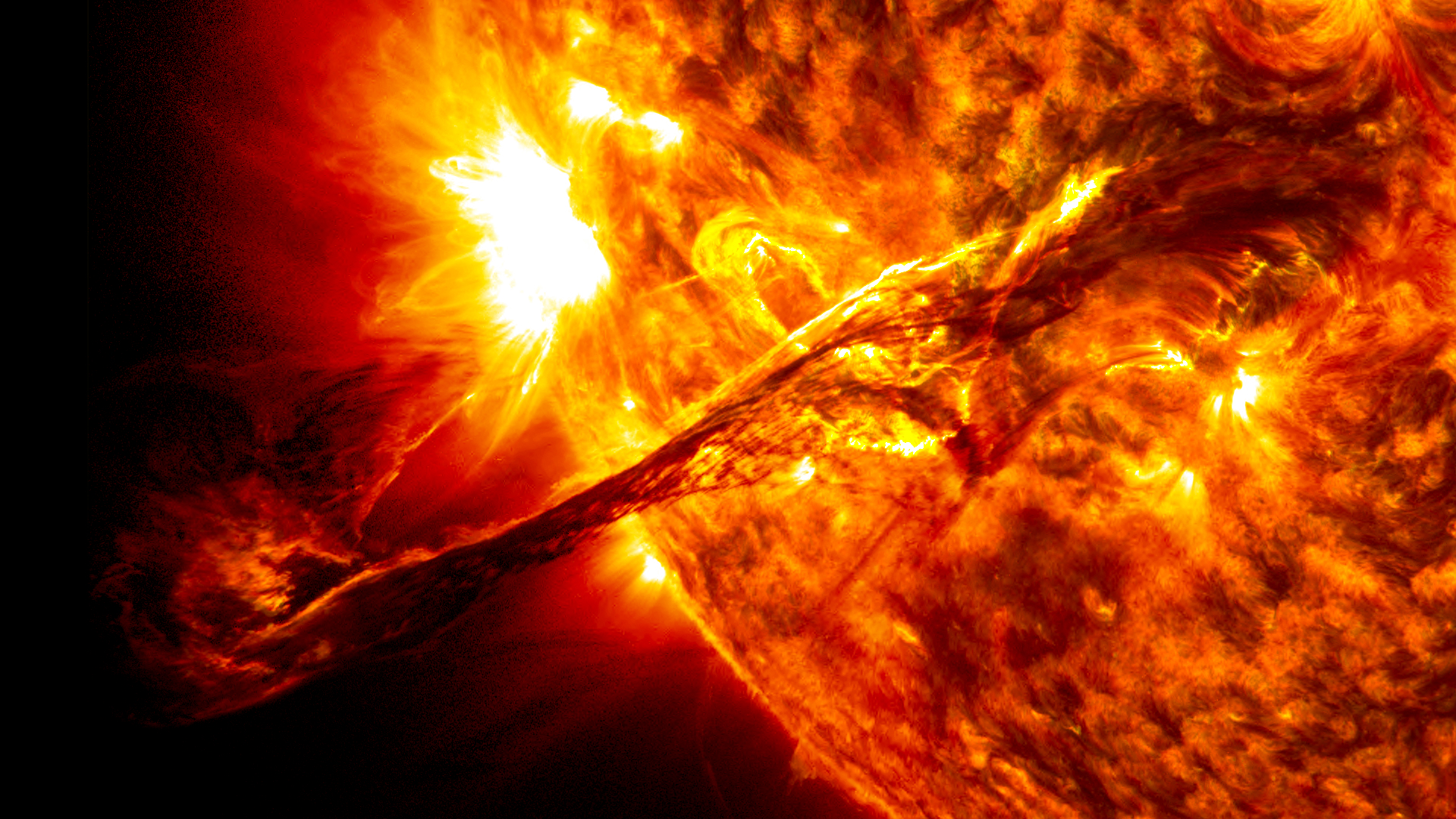
Una prominència solar esclata l'agost del 2012, tal com va capturar el SDO.

Tots aquests satèl·lits han observat el Sol des del pla de l'eclíptica i, per tant, només han observat amb profunditat les seves regions equatorials. La sonda Ulysses es va llançar el 1990 per estudiar les regions polars del Sol. Primer va viatjar a Júpiter, per fer-la «llançar» cap a una òrbita que la portaria molt per sobre del pla de l'eclíptica. Una cop Ulysses estava a la seva òrbita programada, va començar a observar la força del vent solar i del camp magnètic a altes latituds solars, trobant que el vent solar de latituds altes es movia aproximadament 750 km/s, que era més lent del que s’esperava i que hi havia grans ones magnètiques emergents de latituds altes que dispersaven els rajos còsmics galàctics.
Les abundàncies elementals a la fotosfera són ben conegudes en estudis espectroscòpics, però la composició de l’interior del Sol està poc estudiada. Una missió de retorn de mostres del vent solar, Genesis, va ser dissenyada per permetre als astrònoms mesurar directament la composició del material solar.
La missió Solar Terrestrial Relations Observatory (STEREO) es va llançar l'octubre del 2006. Dues naus espacials idèntiques es van llançar cap a òrbites que els fan (respectivament) avançar i caure gradualment darrere de la Terra. Això permet l'observació estereoscòpica del Sol i dels fenòmens solars, com ara les ejeccions de massa coronal.
La sonda solar Parker es va llançar el 2018 a bord d’un coet Delta IV Heavy i arribarà a un perigeu de 0,046 ua el 2025, el que el converteix en el satèl·lit artificial que orbita més a prop així com la primera sonda en volar baix a la corona solar.
L'Agència Espacial Índia ha programat el llançament d'un satèl·lit de 100 kg anomenat Aditya pel 2022. El seu instrument principal serà un coronògraf per estudiar la dinàmica de la corona solar.

## Observació i efectes

Durant certes condicions atmosfèriques, el Sol es fa visible a simple vista i es pot observar sense estrès als ulls. Feu clic en aquesta foto per veure el cicle complet d'una posta de sol, com s'observa des de les altes planes del desert de Mojave.

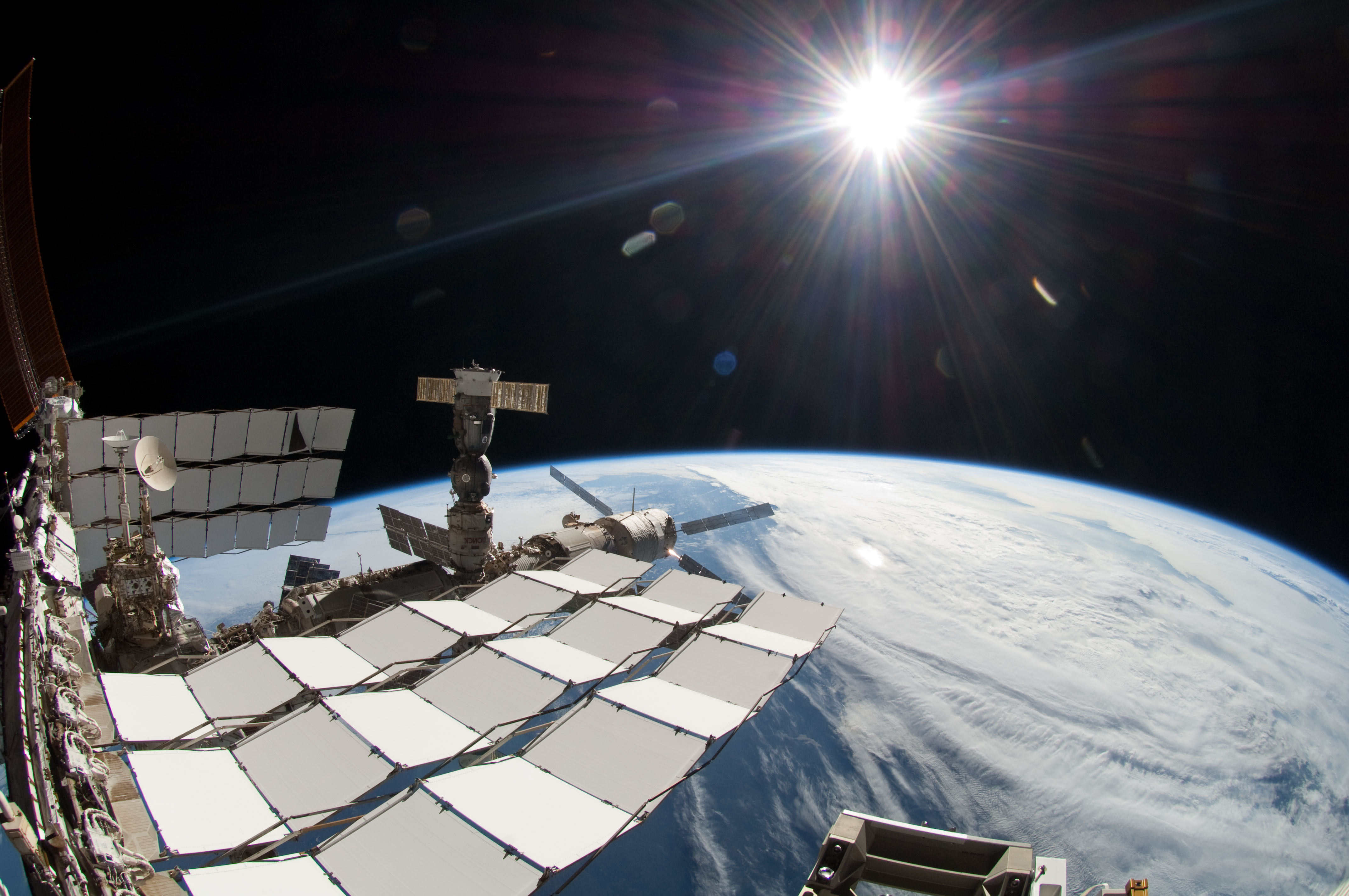
El Sol, tal com es veu des de l'òrbita terrestre baixa amb vistes a l'Estació Espacial Internacional. Aquesta llum solar no és filtrada per l'atmosfera inferior, que bloqueja gran part de l'espectre solar.

La brillantor del Sol pot causar dolor en mirar-lo amb l'ull nu; tanmateix, fer-ho durant breus períodes no és perillós per als ulls normals no dilatats però si té un impacte permanent en períodes més llargs depenent de l'exposició. Mirar directament al Sol causa defectes visuals de fosfè i ceguesa parcial temporal. També proporciona uns 4 mil·liwatts de llum solar a la retina, escalfant-la lleugerament i causant danys als ulls que no poden respondre adequadament a la brillantor. L'exposició als ulls progressivament es fa groga la lent de l'ull durant un període d'anys i es creu que contribueix a la formació de cataractes, però això depèn de l'exposició general als rajos UV solars i no de si es mira directament al Sol. La visió de llarga durada del Sol directe a simple vista pot començar a causar lesions induïdes per UV, semblants a les cremades solars, a la retina al cap d'uns 100 segons, sobretot en condicions on la llum UV del Sol és intensa i ben enfocada; les condicions empitjoren pels ulls joves o els nous implants de lents (que admeten més raigs ultraviolats que els ulls naturals envellits), els angles solars prop del zenit i l'observació de llocs a gran altitud.
Veure el Sol a través de la concentració òptica de llum com els binoculars pot provocar danys permanents a la retina sense un filtre adequat que bloquegi els raigs ultraviolats i disminueixi substancialment la llum solar. Quan s’utilitza un filtre atenuant per veure el Sol, s’adverteix que s'utilitzi un filtre dissenyat específicament per a aquest ús. Alguns filtres improvisats que passen raigs UV o IR, poden danyar l'ull a nivells de brillantor elevats. Les ulleres de sol, filtres fets amb pel·lícula fotogràfica velada, polaritzadors, gelatines, CD o vidres fumats no ofereixen suficient protecció als ulls. Una bona protecció la proporcionen els filtres MYLAR® o equivalents. Les ulleres utilitzades per a la soldadura a l'arc amb vidres de densitats 14 a 16 són idònies per a aquesta finalitat. Les mateixes precaucions s'han de tenir en compte si s'utilitzen aparells òptics. Els filtres han d'anar col·locats a la part frontal i mai a l'ocular.
Els prismes de Herschel, també anomenats diagonals solars, són eficaços i econòmics per a telescopis petits. La llum solar que es destina a l’ocular es reflecteix a partir d’una superfície sense plata d’un tros de vidre. Només es reflecteix una fracció molt petita de la llum incident. La resta passa pel vidre i deixa l’instrument. Si el vidre es trenca a causa de la calor, no es reflecteix cap llum, cosa que fa que el dispositiu sigui a prova de fallades. Els senzills filtres de vidre enfosquit permeten passar tota la intensitat de la llum solar si es trenquen, posant en perill la vista de l’observador. Els prismàtics sense filtrar poden proporcionar centenars de vegades més energia que si es fa servir a simple vista, cosa que pot causar danys immediats. S'afirma que fins i tot breus vistes al Sol del migdia a través d'un telescopi sense filtrar poden causar danys permanents.

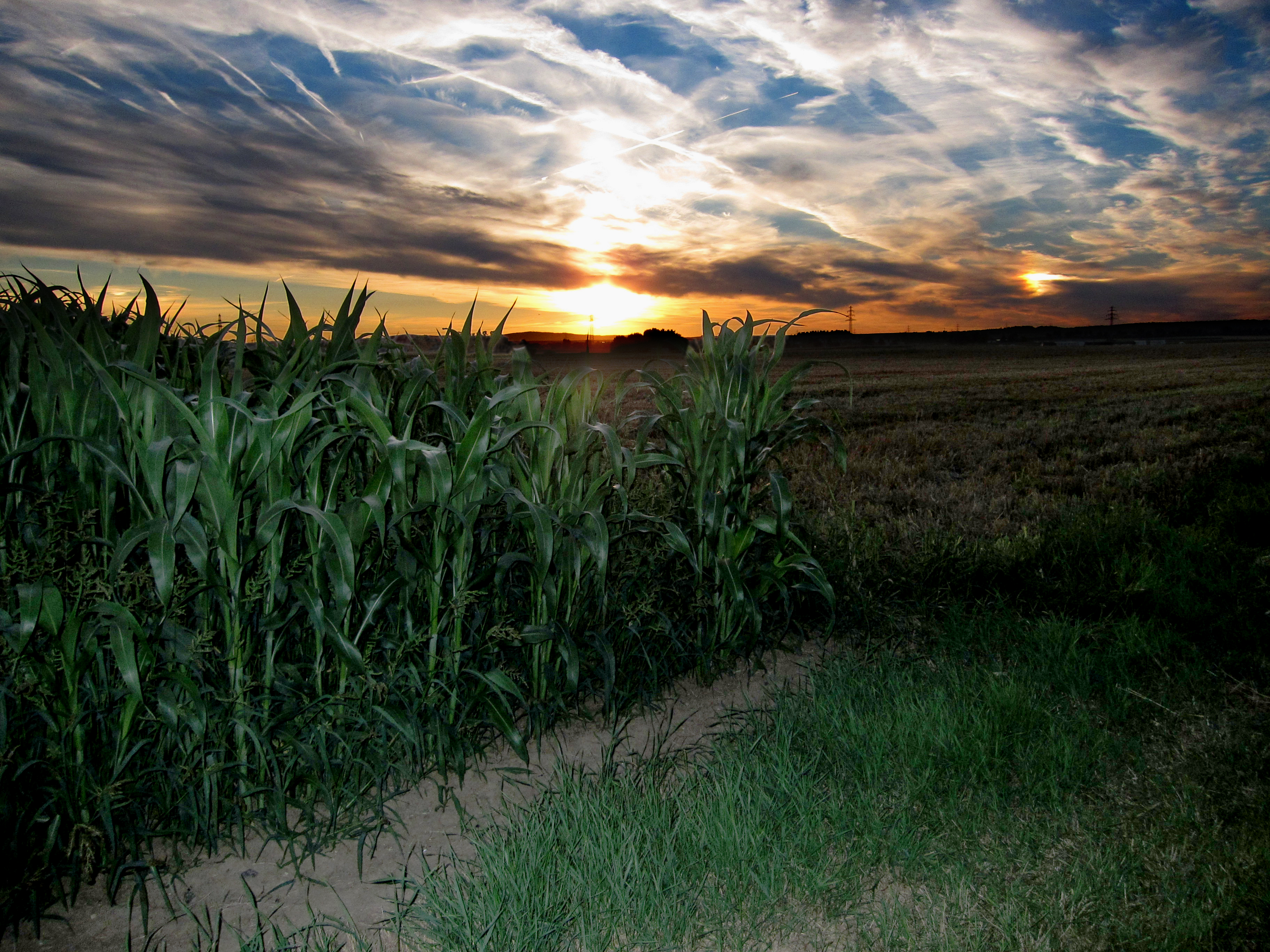
Halo amb parhelis

Els eclipsis solars parcials són perillosos de veure perquè la pupil·la dels ulls no s’adapta al contrast visual inusualment elevat: la pupil·la es dilata segons la quantitat total de llum del camp visual, no pas per l’objecte més brillant del camp. Durant els eclipsis parcials, la majoria de la llum solar es bloqueja quan la Lluna passa davant del Sol, però les parts descobertes de la fotosfera tenen la mateixa brillantor superficial com durant un dia normal. En la penombra general, la pupil·la s’expandeix de ~ 2 a ~ 6 mm, i cada cèl·lula retiniana exposada a la imatge solar rep fins a deu vegades més llum de la que es veuria al Sol no eclipsat. Això pot danyar o matar aquestes cèl·lules, resultant en petits punts cecs permanents per a l'espectador. El perill és insidiós per als observadors inexperts i per als nens perquè no hi ha percepció del dolor: no és obvi immediatament que es destrueixi la seva visió.
Durant la sortida i la posta de sol, la llum del Sol s’atenua a causa de la difusió de Rayleigh i la de Mie d’un pas particularment llarg per l’atmosfera terrestre, i el Sol de vegades és prou feble com per ser vist còmodament a simple vista o amb seguretat amb òptica (sempre que no hi hagi risc que aparegui sobtadament la llum solar brillant a través d’un trencament entre núvols). Les condicions nebuloses, la pols atmosfèrica i l’alta humitat contribueixen a aquesta atenuació atmosfèrica.
Un fenomen òptic, conegut com a raig verd, de vegades es pot veure poc després de la posta de Sol o abans de la sortida. El flaix és causat per la llum del Sol just a sota de l’horitzó sent desviat (generalment a través d’una inversió tèrmica) cap a l’observador. La llum de longituds d'ona més curtes (violeta, blau, verd) es desvia més que la de les longituds d'ona més llargues (groc, taronja, vermell), però la llum violeta i blava és més dispersa, deixant la llum que es percep com a verda.
La llum ultraviolada del Sol té propietats antisèptiques i es pot utilitzar per sanejar eines i aigua. També provoca cremades, i té altres efectes biològics com la producció de vitamina D i bronzejats, però l'exposició excessiva pot produir una insolació. També és la principal causa del càncer de pell. La llum ultraviolada està fortament atenuada per la capa d'ozó terrestre, de manera que la quantitat d'UV varia molt amb la latitud i ha estat parcialment responsable de moltes adaptacions biològiques, incloses les variacions en el color de la pell humana a diferents regions de la Terra.

## Cultura i religió
Simbolitza la llum i el poder. En alquímia, es relaciona amb l'or i s'escriu com un cercle amb un punt enmig (el mateix signe que en l'astrologia). El Sol és un símbol principal en la majoria de cultures. Pot ser un principi masculí, com en la majoria del Mediterrani, o femení, com a l'Àsia, per exemple. Sol tenir relació amb el gènere que té la paraula en cada llengua. Les deïtats solars tenen un paper important en moltes religions i mitologies del món. El culte al Sol va ser fonamental per a civilitzacions com els egipcis, els inques d'Amèrica del Sud i els asteques del que ara és Mèxic. En religions com l'hinduisme, el Sol encara es considera un déu, se'l coneix com a Surya Dev. Molts monuments antics es van construir tenint en compte els fenòmens solars; per exemple, els megàlits de pedra marquen amb precisió el solstici d'estiu o d'hivern (alguns dels megàlits més destacats es troben a Nabta Playa, Egipte; Mnajdra, Malta i a Stonehenge, Anglaterra); Newgrange, una muntanya prehistòrica construïda per humans a Irlanda, va ser dissenyada per detectar el solstici d'hivern; la piràmide del Temple de Kukulkan a Chichén Itzá a Mèxic està dissenyada per projectar ombres en forma de serps que pugen a la piràmide a l'equinocci vernal i tardoral.

Els antics sumeris creien que el Sol era Utu, el déu de la justícia i germà bessó d'Inanna, la Reina del Cel, que va ser identificada com el planeta Venus. Més tard, Utu va ser identificat amb el déu semitic oriental Shamash. Utu era considerat com una deïtat ajudant, que ajudava aquells en dificultats, i, a la iconografia, se'l representa generalment amb una llarga barba i agafant una serra, que representava el seu paper com a dispensador de justícia.

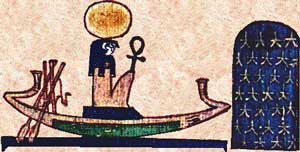
Ra a la barca solar, adorada amb el disc solar

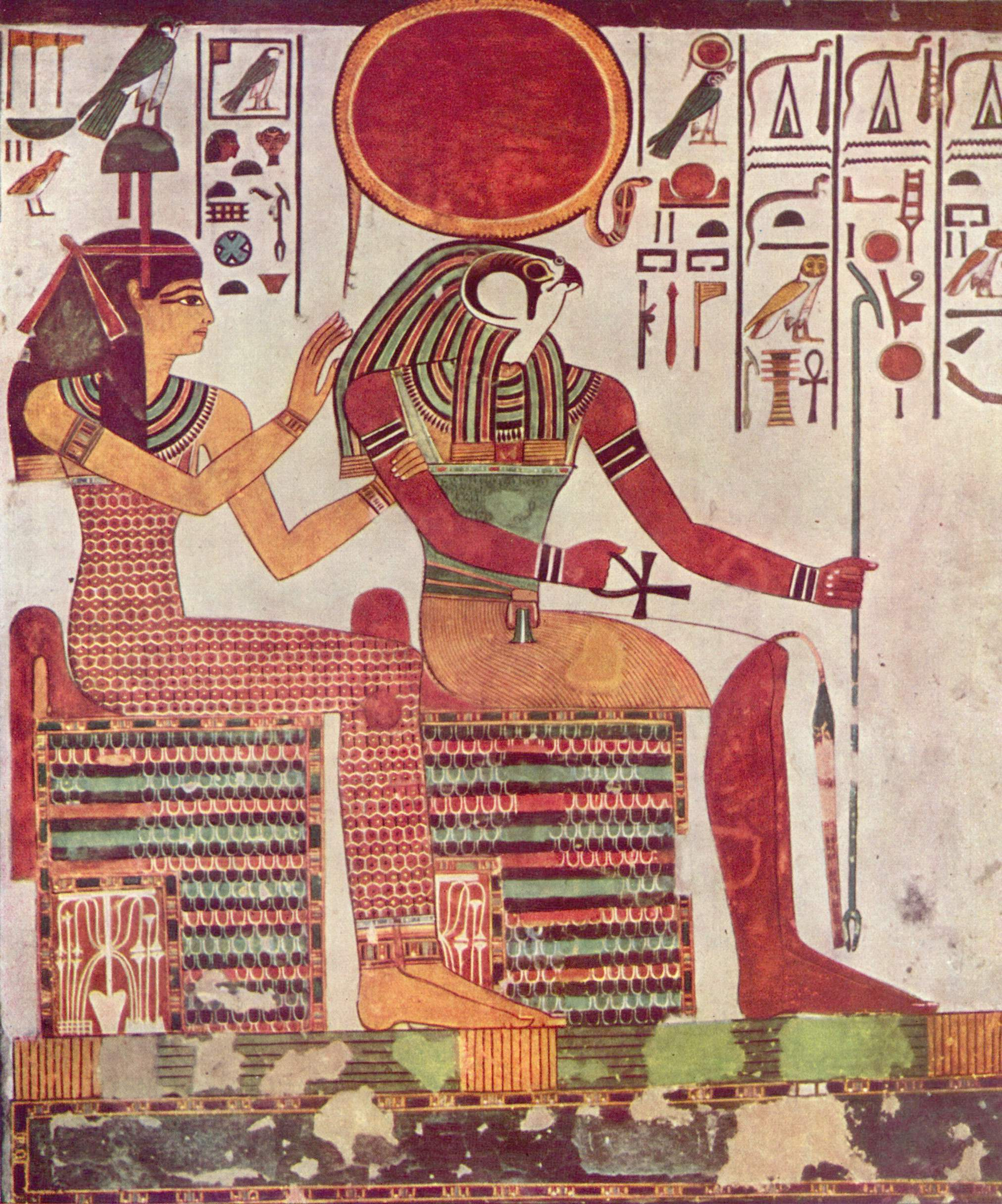
Ra de la tomba de Nefertari, segle XIII aC

Almenys des de la Quarta Dinastia de l'Antic Egipte, el Sol va ser adorat com el déu Ra, retratat com una divinitat amb cap de falcó coronada pel disc solar i envoltada per una serp. En el període de Nou Imperi, el Sol es va identificar amb l'escarabat femer, la bola esfèrica de fem es va identificar amb el Sol. En la forma del disc solar Aton, el Sol va tenir un breu ressorgiment durant el Període Amarna quan va tornar a ser la divinitat preeminent, si no només, per al faraó Akhenaton.
Els egipcis van retratar el déu Ra com portat pel cel en una barca solar, acompanyat de déus menors, i per als grecs, era Helios, portat per un carro tirat per cavalls de foc. Des del regnat d'Elagabalus a l'Imperi Romà tardà l'aniversari del Sol va ser una festa celebrada com a Sol Invictus (literalment 'Sol Invicte') poc després del solstici d'hivern, que pot haver estat un antecedent de Nadal. Pel que fa a les estrelles fixes, el Sol sembla des de la Terra per girar una vegada a l'any al llarg de l'eclíptica a través del zodíac, i per això els astrònoms grecs el van classificar com un dels set planetes (en grec planetes, 'vagant'); la denominació dels dies de les setmanes a partir dels set planetes data de l'Era romana.
A la religió protoindoeuropea, el Sol era personificat com la deessa *Seh₂ul. Els derivats d'aquesta deessa en els idiomes indoeuropeus inclouen el nordic antic Sól, sànscrit Surya, galec Sulis, lituà Saulė i eslau Solntse. A la religió grega antiga, la deïtat del Sol era el déu masculí Helios, que en temps posteriors va ser sincretitzat amb Apol·lo.
A la Bíblia, Malàquies 4:2 esmenta el «Sol de la justícia», que alguns cristians han interpretat com una referència al Messies (Crist). En la cultura romana antiga, diumenge era el dia del déu del Sol. Va ser adoptat com el dia Sabbat per cristians que no tenien antecedents jueus. El símbol de la llum era un dispositiu pagà adoptat pels cristians, i potser el més important que no provenia de les tradicions jueves. En el paganisme, el Sol era una font de vida, donava calor i il·luminació a la humanitat. Era el centre d'un culte popular entre els romans, que s'aturaven a l'alba per captar els primers raigs de Sol mentre resaven. La celebració del solstici d'hivern (que va influir en el Nadal) formava part del culte romà al Sol invicte (Sol Invictus). Les esglésies cristianes es van construir amb una orientació de tal manera que la congregació mirava cap a la sortida del sol a l'est.
A vegades, s'ha utilitzat com a al·legoria de Jesús, ja que «mor» i «ressuscita» (es pon i surt cada dia per a l'ull humà), està al cel i irradia llum. Les corones dels sants sovint tenen rajos com els del Sol.
Tonatiuh, el déu asteca del sol, es representava generalment sostenint fletxes i un escut i estava estretament associat amb la pràctica del sacrifici humà. La deessa del Sol Amaterasu és la deïtat més important de la religió xintoista, i es creu que és l'ancestra directa de tots els emperadors japonesos.

### En literatura i la música
En cultura, el Sol s'utilitza principalment com a referent mitològic i místic-religiós, més que en la literatura: de fet, a diferència dels astres, que són citats com a meravelles nocturnes pels poetes i pels homes de lletres, el Sol en la literatura s'utilitza principalment com a referència per a l'alternança del dia i la nit. Tanmateix, hi ha fortes referències dedicades específicament a aquesta estrella a la literatura, a la pintura i fins i tot a la música.
Per exemple, un dels textos més famosos i també més antics de la literatura italiana que fa referència al Sol es troba a Càntic del germà Sol, també conegut com el Càntic de les criatures escrit per Sant Francesc d'Assís, completat, segons la llegenda, dos anys abans de la seva mort el 1226. El Càntic és una lloança a Déu, una oració impregnada d'una visió positiva de natura, ja que la imatge del Creador es reflecteix en la creació. Amb el naixement de la ciència historiogràfica, entre el segle xviii i el segle xix i amb els ideals del romanticisme de les «arrels populars de poesia», l'obra va ser presa en consideració per la tradició crítica i filològica.

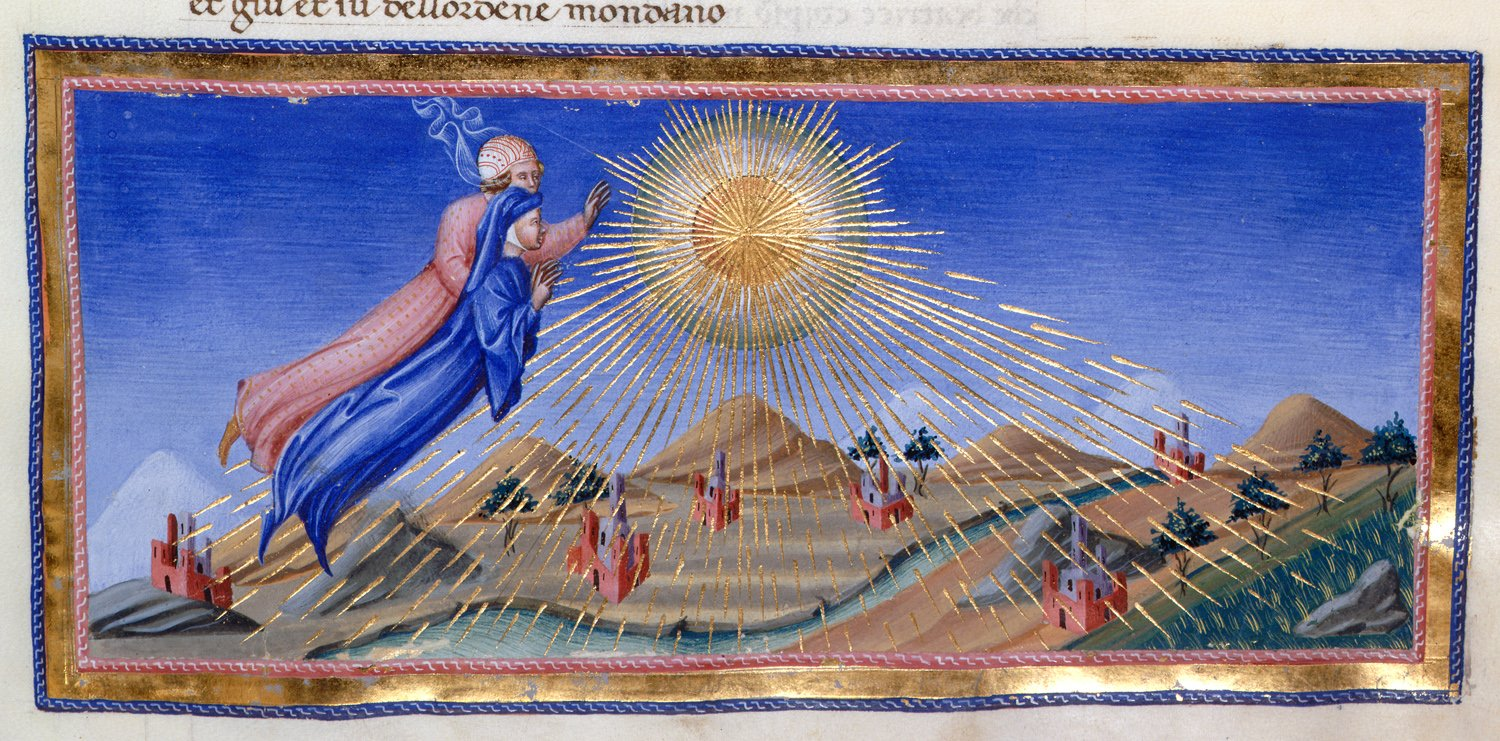
Dante i Beatrice al Cel del Sol, seu dels esperits savis: miniatura de Joan de Pau (1440).

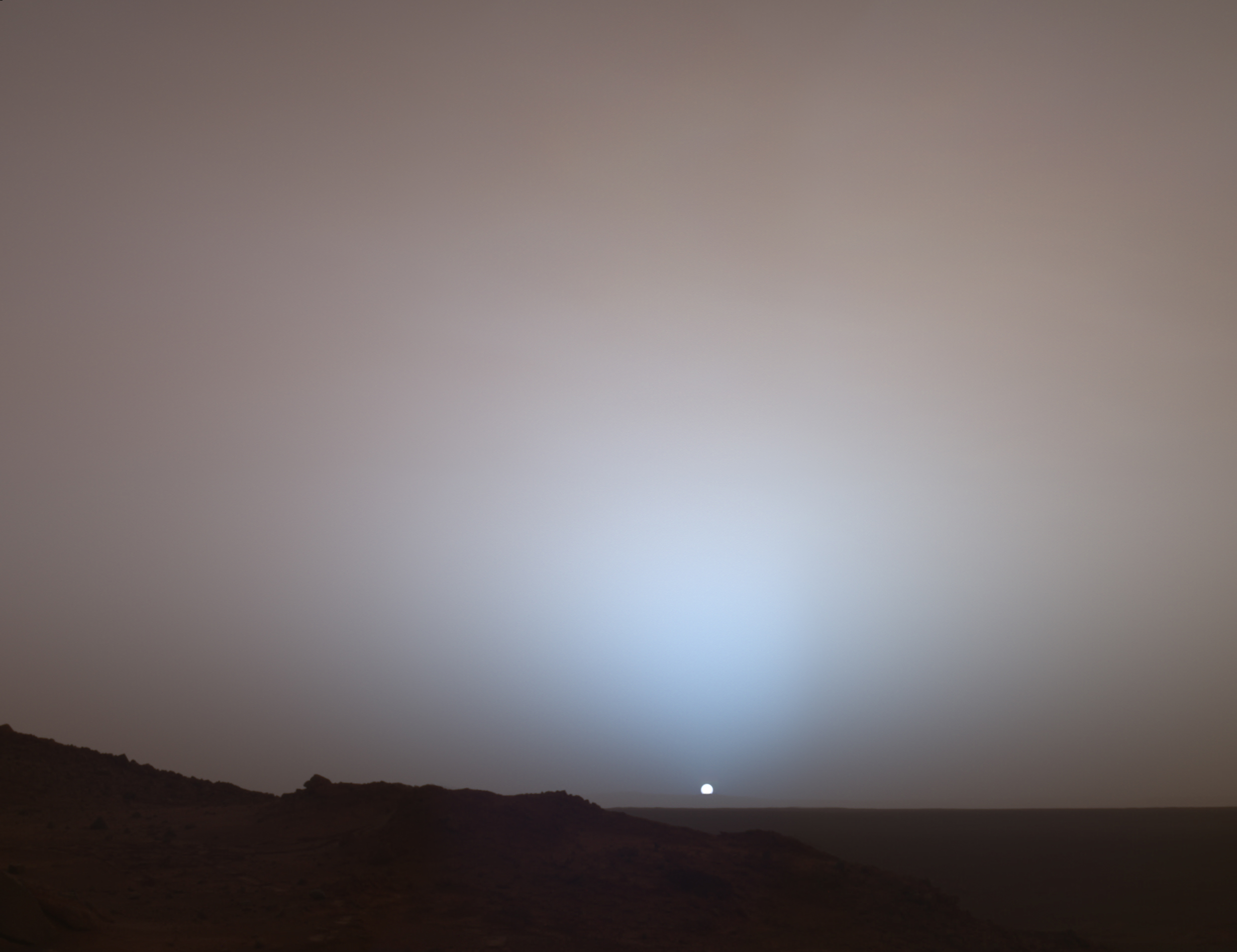
La posta del Sol al final d'un sol marcià vist pel rover Spirit a la vora del cràter Gusev.

Fins i tot Dante Alighieri, com a bon coneixedor de l'astronomia, no deixa d'esmentar el Sol en les seves obres, utilitzant-lo com a referència astronòmica: al Primer Cant del Paradiso, per exemple, descriu la llum del Sol, explicant que com que il·lumina l'hemisferi on es troba el Purgatori, la ciutat de Jerusalem, que es troba al costat oposat de la Terra, es troba en aquell moment immers en la foscor de la nit. Dante s'atura així per observar l'esplendor de la nostra estrella, imitant la seva guia, Beatrice.
Fins i tot a les faules s'utilitza ocasionalment la figura del Sol, on, però, apareix com un personatge en tots els aspectes; entre els exemples més coneguts hi ha, a més dels de Fedre, les faules escrites per Jean de La Fontaine, un escriptor francès que va viure al segle xvii, com ara El Sol i les granotes o  El Sol i el Vent.
El Sol fins i tot ha influït directament en algunes peces de la música simfònica: de fet, durant el Romanticisme i les fases posteriors, els compositors sovint van agafar temes «naturals» amb la intenció de traduir-los a les partitures per a diversos instruments musicals. Un dels exemples més coneguts és la posta de sol orquestrada per Ludwig Van Beethoven als compassos finals de la seva Sisena Simfonia, una peça plena d'innombrables referències naturalistes. Un altre exemple conegut el dona la Sinfonia delle Alpi de Richard Strauss, en la qual hi ha explícitament (tant en l'orquestració com precisament com a títol de les diverses seccions del poema simfònic) referències a la sortida i la posta del Sol. Altres autors han descrit les diferents fases del dia en la música, amb una referència a la sortida del sol, inclòs Anton Bruckner (a la quarta simfonia) i Modest Petrovič Musorgskij (a la peça titulada A night on Bald Mountain, també reprès per Walt Disney per al final de la seva famosa Fantasia).
Entre les diverses referències presents en la música del segle xx, una important referència ve donada pel títol de la famosa Canzone del sole, signat per Lucio Battisti i Mogol i gravat per primera vegada l'any 1971 a 45 rpm; aquesta peça també és interpretada sovint per aquells que aprenen a tocar la guitarra, com a pràctica.
El Sol és el protagonista d'algunes cançons per a la mainada en l'àmbit tradicional català, com Plou i fa sol o Sol solet.